# Khí quyển Sao Mộc

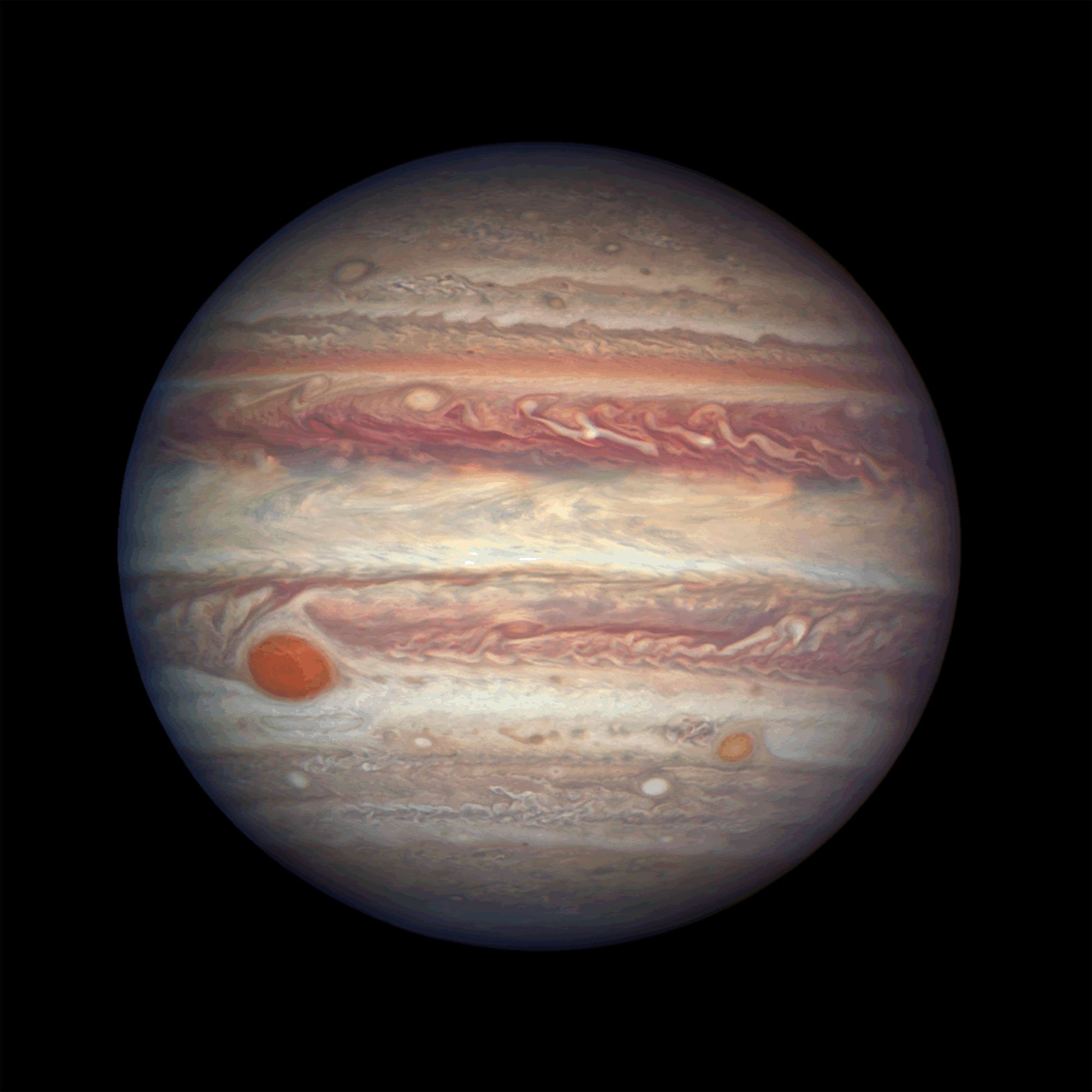
Những đám mây xoáy vòng đầy màu sắc của Sao Mộc.

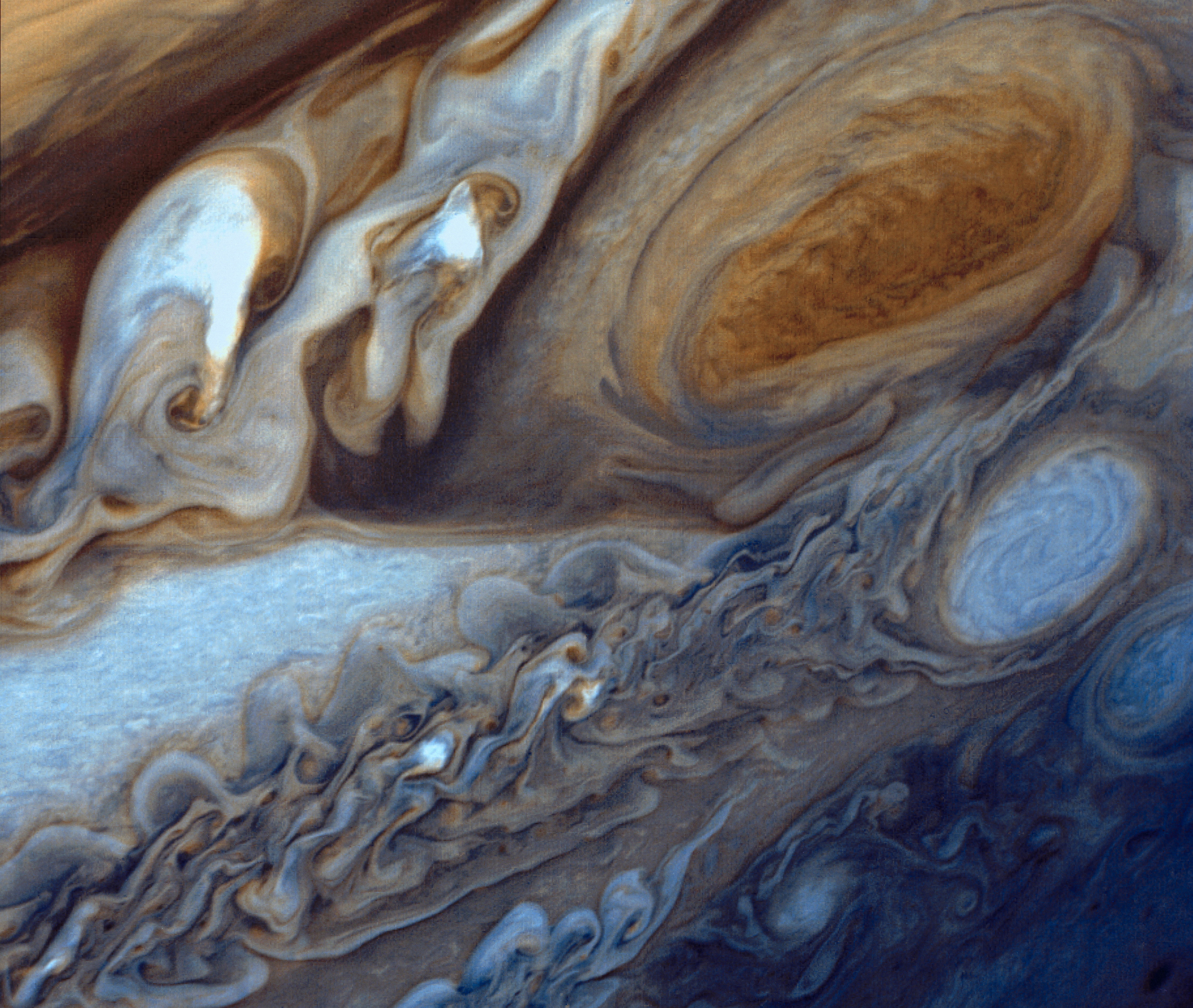
Một ảnh chụp Vết Đỏ Lớn, dùng màu giả, từ Voyager 1. Cơn bão hình bầu dục màu trắng phía dưới Vết Đỏ Lớn có đường kính xấp xỉ Trái Đất.

Khí quyển của Sao Mộc là bầu khí quyển hành tinh lớn nhất trong Hệ Mặt Trời. Nó chủ yếu cấu tạo từ phân tử hydro và heli theo tỷ lệ tương tự như trong Mặt Trời, các hợp chất hóa học khác chỉ có mặt với một lượng nhỏ và bao gồm mêtan, amonia, hydro sulfide và nước. Mặc dù nước được cho là nằm sâu trong khí quyển, nồng độ đo được trực tiếp là rất thấp. Nồng độ nitơ, lưu huỳnh, và khí hiếm trong khí quyển Sao Mộc nhiều khoảng gấp ba lần so với Mặt Trời.
Bầu khí quyển của Sao Mộc thiếu một ranh giới bên dưới rõ ràng và dần dần chuyển thành chất lỏng khi đi sâu vào trong hành tinh này.  Từ độ cao thấp nhất cho đến đỉnh, bầu khí quyển được phân thành các tầng là tầng đối lưu, tầng bình lưu, tầng nhiệt và tầng ngoài. Mỗi tầng có đặc điểm gradien nhiệt độ riêng.  Tầng thấp nhất, tầng đối lưu, có một hệ thống phức tạp gồm những đám mây và sương mù, bao gồm các lớp amonia, amoni hydro sulfide và nước. Những đám mây amonia ở trên cùng có thể được nhìn thấy ở bề mặt của Sao Mộc được phân bố trong khoảng một tá dải đới (zonal band), chạy theo các vĩ tuyến song song với đường xích đạo, và được bao quanh bởi những dòng gió đới rất mạnh được gọi là các dòng tia. Các dải mây này có nhiều màu sắc: các dải màu tối được gọi là các vành đai, trong khi dải sáng được gọi là các đới. Các đới, có nhiệt độ lạnh hơn các vành đai, tương ứng với các dòng khí quyển chuyển động theo hướng dâng lên cao, trong khi các vành đai là dòng khí quyển chuyển động theo hướng đi xuống thấp.  Màu sáng hơn của các đới được cho là do sự có mặt của băng amonia, còn lý do cho màu sắc tối của các vành đai vẫn chưa chắc chắn.  Nguồn gốc của những các cấu trúc dải và các dòng tia cũng chưa được hiểu rõ, mặc dù đã có những mô hình lý thuyết được xây dựng, như "mô hình nông" và "mô hình sâu".
Khí quyển Sao Mộc cho thấy một loạt các hiện tượng sôi động luôn diễn ra, bao gồm sự bất ổn định của các dải mây, các luồng xoáy (xoáy thuận và xoáy nghịch), các cơn bão và sét.  Các luồng xoáy thường xuất hiện ở dạng các đốm (hình bầu dục) màu đỏ, trắng hay nâu. Hai đốm lớn nhất là Vết Đỏ Lớn (GRS)  và Bầu dục BA,  đều có màu đỏ. Hai đốm này và hầu hết các đốm lớn khác là xoáy nghịch. Các xoáy nghịch nhỏ hơn có xu hướng là màu trắng. Các luồng xoáy được cho là các cấu trúc tương đối nông, với độ sâu không quá một vài trăm cây số. Nằm trong bán cầu phía nam, GRS là luồng xoáy lớn nhất trong Hệ mặt Trời. Nó có thể chứa hai hoặc ba trái Đất và đã tồn tại được ít nhất ba trăm năm. Bầu dục BA, nằm ở phía nam của GRS, là một đốm đỏ có kích thước bằng một phần ba của GRS, được hình thành vào năm 2000 từ sự kết hợp của ba đốm trắng hình bầu dục.
Sao Mộc có dông bão mạnh, thường đi kèm với sét. Những cơn dông bão là kết quả của sự đối lưu hơi ẩm trong khí quyển kết hợp với sự bốc hơi và ngưng tụ của nước. Vị trí các cơn dông bão ứng với các dòng di chuyển mạnh mẽ theo hướng đi lên trên của khí quyển, dẫn đến sự hình thành của những đám mây màu sáng và dày đặc. Những cơn dông bão được hình thành chủ yếu ở các vành đai. Sét trên Sao Mộc được cho là có mối liên hệ với các đám mây có hơi nước.

## Cấu trúc theo chiều thẳng đứng

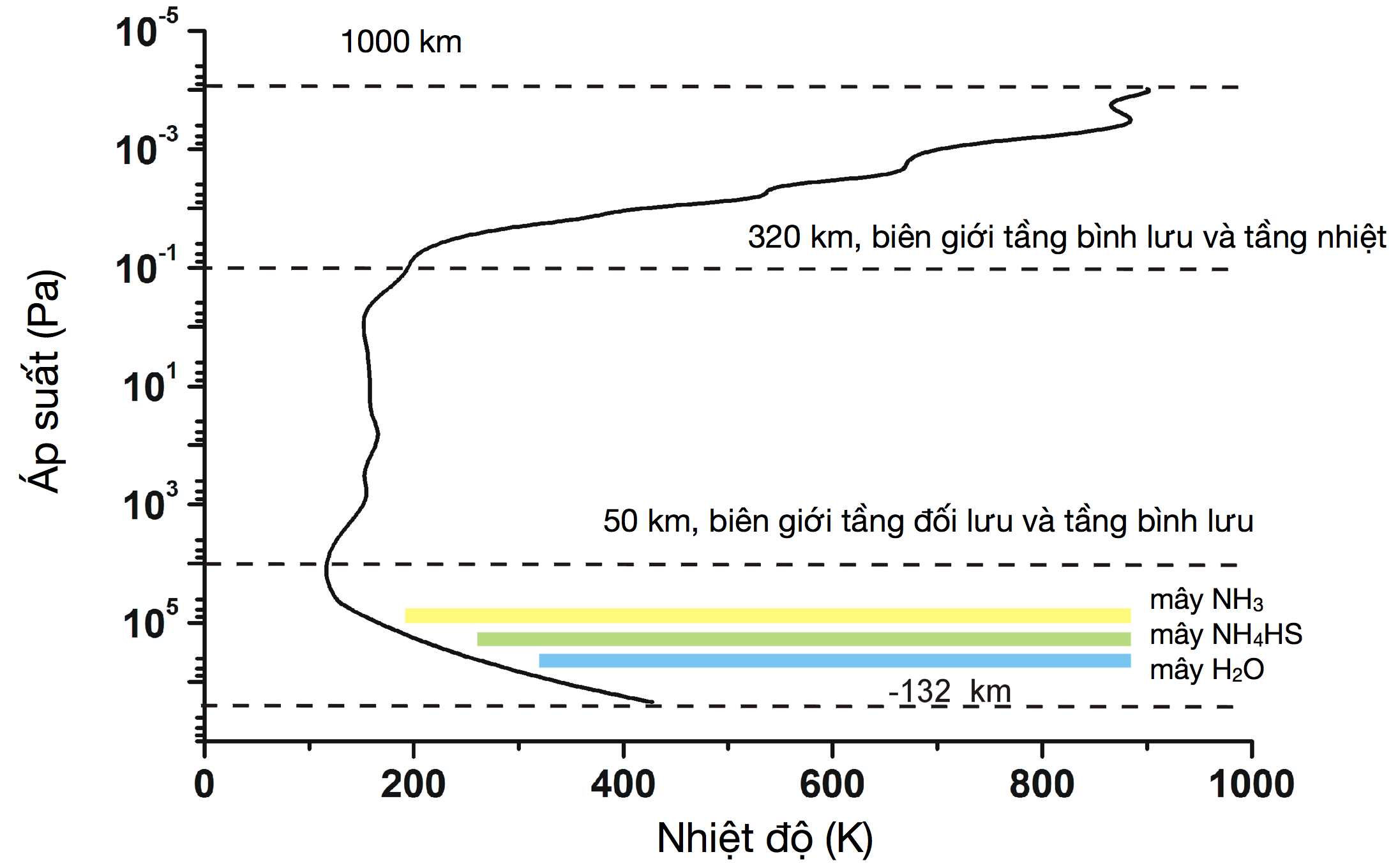
Cấu trúc theo chiều thẳng đứng của bầu khí quyển của Sao Mộc. Lưu ý rằng nhiệt độ giảm theo độ cao ở các tầng phía trên tầng đối lưu. Dữ liệu phần lớn được cung cấp bởi tàu thăm dò Galileo. Tàu thăm dò Galileo ngừng gửi về tín hiệu ở độ sâu 132 km bên dưới "bề mặt" ở áp suất 1 bar của Sao Mộc.

Bầu khí quyển của Sao Mộc được phân thành bốn tầng theo chiều thẳng đứng, từ thấp lên cao gồm: tầng đối lưu, tầng bình lưu, tầng nhiệt và tầng ngoài. Không giống như khí quyển Trái Đất, khí quyển của Sao Mộc thiếu một tầng trung lưu. Sao Mộc không có một bề mặt rắn ở gần rìa ngoài (bỏ qua lõi đá nhỏ được giả định nằm ở tâm), và tầng khí quyển thấp nhất, tầng đối lưu, chuyển tiếp từ từ thành lõi chất lỏng của hành tinh này khi đi sâu xuống. Đây là kết quả của việc nhiệt độ và áp suất vượt quá điểm tới hạn của hydro và heli, có nghĩa là không có ranh giới rõ ràng giữa trạng thái khí và trạng thái lỏng. Hydro trở thành một chất lưu siêu tới hạn tại áp suất khoảng 12 bar.
Do ranh giới bên dưới của khí quyển khó xác định, mức áp suất 10 bar, tại độ cao khoảng 90 km bên dưới mức áp suất 1 bar, với nhiệt độ khoảng 340 K, thường được coi như là đáy của tầng bình lưu. Trong các tài liệu khoa học, mức áp suất 1 bar thường được lựa chọn như là điểm xuất phát cho độ cao trên Sao Mộc — tạo thành một "bề mặt" ảo của Sao Mộc. Như với Trái Đất, đỉnh của khí quyển, ở tầng ngoài, cũng không có ranh giới rõ ràng. Mật độ khí quyển giảm dần cho đến khi trở thành môi trường liên hành tinh khoảng 5000 km phía trên "bề mặt".
Sự thay đổi nhiệt độ theo chiều thẳng đứng ở Sao Mộc tương tự như với khí quyển Trái Đất. Nhiệt độ của tầng đối lưu giảm với chiều cao cho đến khi đạt mức tối thiểu ở vùng đỉnh của tầng đối lưu, tại khoảng lặng đối lưu, là ranh giới giữa tầng đối lưu và tầng bình lưu. Trên Sao Mộc, ranh giới này ở vào khoảng 50 km bên trên những đám mây có thể nhìn thấy được (ở khoảng mức áp suất 1 bar), tại đó áp suất và nhiệt độ là khoảng 0,1 bar và 110 K.  Trong tầng bình lưu, nhiệt độ tăng lên, đến khoảng 200 K tại ranh giới với tầng nhiệt, ở độ cao và áp suất khoảng 320 km và 1 µbar. Ở tầng nhiệt, nhiệt độ tiếp tục tăng, cuối cùng đạt 1000 K tại độ cao khoảng 1000 km, nơi áp suất là khoảng 1 nbar.
Khoảng lặng đối lưu của Sao Mộc chứa một cấu trúc mây phức tạp. Các đám mây ở trên cao, nằm trong phạm vi áp suất 0,6 đến 0,9 bar, chứa băng amonia. Bên dưới những đám mây băng amonia, những đám mây đặc hơn chứa amoni hydro sulfide hoặc amoni sulfide (nằm trong tầng áp suất 1 đến 2 bar) và nước (3 đến 7 bar) được cho là tồn tại. Không có mây mêtan do nhiệt độ quá cao để mêtan có thể ngưng tụ. Những đám mây hơi nước tạo thành tầng mây dày đặc nhất và có ảnh hưởng mạnh nhất đến động lực học của bầu khí quyển. Đây là hệ quả của nhiệt ngưng tụ cao của nước và hàm lượng nước cao hơn so với amonia và hydro sulfide (do oxy là nguyên tố hóa học phổ biến hơn nitơ hoặc lưu huỳnh). Có nhiều kiểu lớp sương mù khác nhau ở khoảng lặng đối lưu (tại 200 đến 500 mbar) và ở tầng bình lưu (tại 10 đến 100 mbar) nằm phía bên trên các lớp mây. Các lớp sương mù này chứa các phân tử hợp chất hydrocarbon thơm đa vòng (polycyclic aromatic hydrocarbon) hoặc hydrazin ngưng tụ, được sinh ra ở phía trên tầng bình lưu (từ 1 đến 100 µbar) từ mêtan dưới ảnh hưởng của tia cực tím của Mặt Trời. Tỷ lệ hàm lượng mêtan so với hydro ở tầng bình lưu là khoảng 10−4, trong khi tỷ lệ hàm lượng các chất hữu cơ nhẹ khác, như êtan và acetylen, so với hydro là khoảng 10−6.

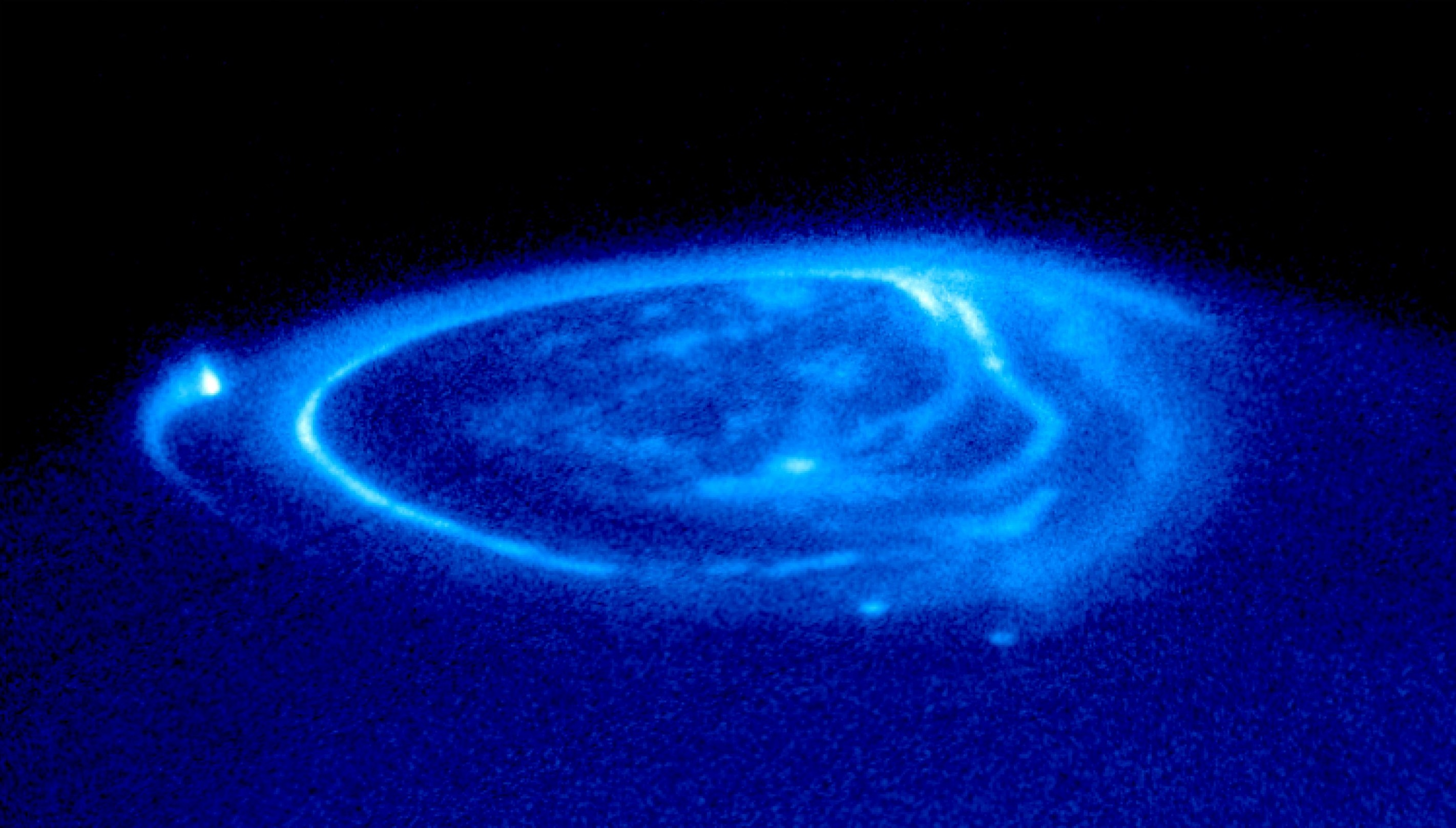
Cực quang tại tầng nhiệt vùng cực của Sao Mộc, chụp bởi Kính viễn vọng Không gian Hubble trong phổ cực tím.

Tầng nhiệt của Sao Mộc nằm ở áp suất thấp hơn 1 µbar và có các hiện tượng khí tượng như bức xạ tầng cao, cực quang và phát xạ X-quang. Bên trong tầng này có các lớp có mật độ điện tử và ion cao, hình thành các tầng điện ly. Nhiệt độ cao phổ biến ở tầng nhiệt (800 đến 1000 K) vẫn chưa được giải thích đầy đủ, các mô hình hiện có dự đoán nhiệt độ không cao hơn khoảng 400 K. Nhiệt độ cao có thể do sự hấp thụ bức xạ Mặt Trời có năng lượng cao (tia cực tím hoặc X-quang), hoặc bởi sự hâm nóng do chuyển động của các hạt điện tích đến từ từ quyển của Sao Mộc, hoặc bởi sự tản nhiệt của sóng trọng lực lan truyền từ dưới lên. Tầng nhiệt và tầng ngoài ở cực và ở vĩ độ thấp phát ra tia X-quang, được quan sát lần đầu tiên bởi vệ tinh quan sát Einstein vào năm 1983. Các hạt năng lượng cao đến từ từ quyển của Sao Mộc tạo ra các cực quang hình bầu dục, bao bọc các vùng cực. Không giống như cực quang trên Trái Đất, chỉ xuất hiện trong bão từ, cực quang ở Sao Mộc là đặc điểm tồn tại vĩnh cửu của khí quyển Sao Mộc. Tầng nhiệt của Sao Mộc là nơi đầu tiên bên ngoài Trái Đất mà ion trihydro (H+3) đã được phát hiện ra. Ion này phát xạ mạnh ở vùng phổ hồng ngoại sóng trung, bước sóng từ 3 đến 5 mm, đây là cơ chế làm mát chính của tầng nhiệt của Sao Mộc.

## Thành phần hóa học
| Nguyên tố | Mặt Trời     | Sao Mộc/Mặt Trời                          |
| He/H      | 0,0975       | 0,807 ± 0,02                              |
| Ne/H      | 1,23 × 10−4  | 0,10 ± 0,01                               |
| Ar/H      | 3,62 × 10−6  | 2,5 ± 0,5                                 |
| Kr/H      | 1,61 × 10−9  | 2,7 ± 0,5                                 |
| Xe/H      | 1,68 × 10−10 | 2,6 ± 0,5                                 |
| C/H       | 3,62 × 10−4  | 2,9 ± 0,5                                 |
| N/H       | 1,12 × 10−4  | 3,6 ± 0,5 (8 bar) 3,2 ± 1,4 (9–12 bar)    |
| O/H       | 8,51 × 10−4  | 0,033 ± 0,015 (12 bar) 0,19–0,58 (19 bar) |
| P/H       | 3,73 × 10−7  | 0,82                                      |
| S/H       | 1,62 × 10−5  | 2,5 ± 0,15                                |

| Tỷ lệ     | Mặt Trời          | Sao Mộc                         |
| 13C/12C   | 0,011             | 0,0108 ± 0,0005                 |
| 15N/14N   | < 2,8 × 10−3      | 2,3 ± 0,3 × 10−3 (0,08–2,8 bar) |
| 36Ar/38Ar | 5,77 ± 0,08       | 5,6 ± 0,25                      |
| 20Ne/22Ne | 13,81 ± 0,08      | 13 ± 2                          |
| 3He/4He   | 1,5 ± 0,3 × 10−4  | 1,66 ± 0,05 × 10−4              |
| D/H       | 3,0 ± 0,17 × 10−5 | 2,25 ± 0,35 × 10−5              |

Thành phần hóa học của khí quyển Sao Mộc rất giống với thành phần hóa học của toàn bộ Sao Mộc. Khí quyển Sao Mộc được nghiên cứu kỹ lưỡng nhất trong số các khí quyển của các hành tinh khí khổng lồ của Hệ Mặt Trời, do được quan sát tại chỗ bởi tàu thăm dò Galileo, một tàu đổ bộ được mang theo bởi tàu vũ trụ Galileo, khi nó đi vào khí quyển Sao Mộc ngày 7 tháng 12 năm 1995. Các nguồn thông tin khác về thành phần hóa học của khí quyển Sao Mộc bao gồm Đài thiên văn Không gian Hồng ngoại (ISO), các tàu vũ trụ Galileo và Cassini, cùng các đài quan sát trên Trái Đất.
Hai thành phần chính của khí quyển Sao Mộc là phân tử hydro (H2) và heli. Tỷ lệ số phân tử heli so với hydro là 0,157 ± 0,004, và tỷ lệ khối lượng heli so với hydro là 0,234 ± 0,005, hơi thấp hơn các giá trị của Hệ Mặt Trời thời nguyên thủy. Lý do cho hàm lượng heli thấp chưa được hoàn toàn hiểu rõ, nhưng một số lượng khí heli có thể cô đặc ở trong lõi của Sao Mộc. Sự ngưng tụ này có thể ở dạng mưa heli: do hydro chuyển sang dạng kim loại ở độ sâu hơn 10 000 km, heli tách khỏi nó và hình thành những giọt heli trong đó, và do nặng hơn kim loại hydro, rơi xuống phía lõi. Cơ chế này cũng có thể giải thích sự thiếu hụt nghiêm trọng của neon (xem bảng), một thành phần dễ bị hòa tan trong các giọt heli và do đó được vận chuyển cùng các giọt heli về phía lõi.
Bầu khí quyển Sao Mộc chứa nhiều hợp chất như nước, mêtan (CH4), hydro sulfide (H2S), amoniac (NH3) và phốtphin (PH3). Sự xuất hiện đáng kể của các chất này ở sâu dưới tầng đối lưu cho thấy bầu khí quyển của Sao Mộc chứa lượng cacbon, nitơ, lưu huỳnh và có thể cả oxy[b] gấp từ 2 đến 4 lần so với Mặt Trời.[c] Các khí hiếm argon, krypton và xenon cũng xuất hiện nhiều hơn so với trong Mặt Trời (xem bảng), trong khi neon lại khan hiếm hơn. Các hợp chất hóa học như AsH3 và GeH4 chỉ có mặt ở lượng rất ít. Ở tầng trên của khí quyển Sao Mộc có một lượng nhỏ của các hợp chất hydrocarbon đơn giản như êtan, acetylen, và diacetylen, được hình thành từ mêtan dưới ảnh hưởng của tia cực tím của Mặt Trời và hạt tích điện đến từ từ quyển Sao Mộc. Các hợp chất cacbon dioxide, cacbon monoxit và nước xuất hiện ở thượng tầng khí quyển được cho là có nguồn gốc từ các sao chổi bay tới, như Shoemaker-Levy 9. Nước không thể đến từ tầng đối lưu vì khoảng lặng đối lưu có nhiệt độ thấp, tạo thành một bẫy lạnh, làm ngưng tụ hơi nước, ngăn cản nước bay lên tầng bình lưu (xem cấu trúc khí quyển theo chiều thẳng đứng ở trên).
Các quan sát và đo đạc từ Trái Đất và từ các trạm quát sát trong vũ trụ đã giúp cải thiện kiến thức về tỷ lệ đồng vị trong khí quyển Sao Mộc. Số liệu cho tới tháng 7 năm 2003 cho thấy hàm lượng deuteri là 2,25 ± 0,35 × 10−5, có thể đại diện cho giá trị nguyên thủy trong tinh vân Mặt Trời - giai đoạn đầu của Hệ Mặt Trời. Tỉ lệ của đồng vị nitơ ở khí quyển Sao Mộc, 15N/14N, là 2,3 × 10−3, bằng hai phần ba giá trị này trong khí quyển Trái Đất (3,5 × 10−3). Khám phá này là đặc biệt quan trọng, vì các lý thuyết trước đây của sự hình thành và tiến hóa của Hệ Mặt Trời lấy giá trị đồng vị nitơ nguyên thủy bằng với giá trị đo được ở Trái Đất.

## Các đới, các vành đai và các dòng tia

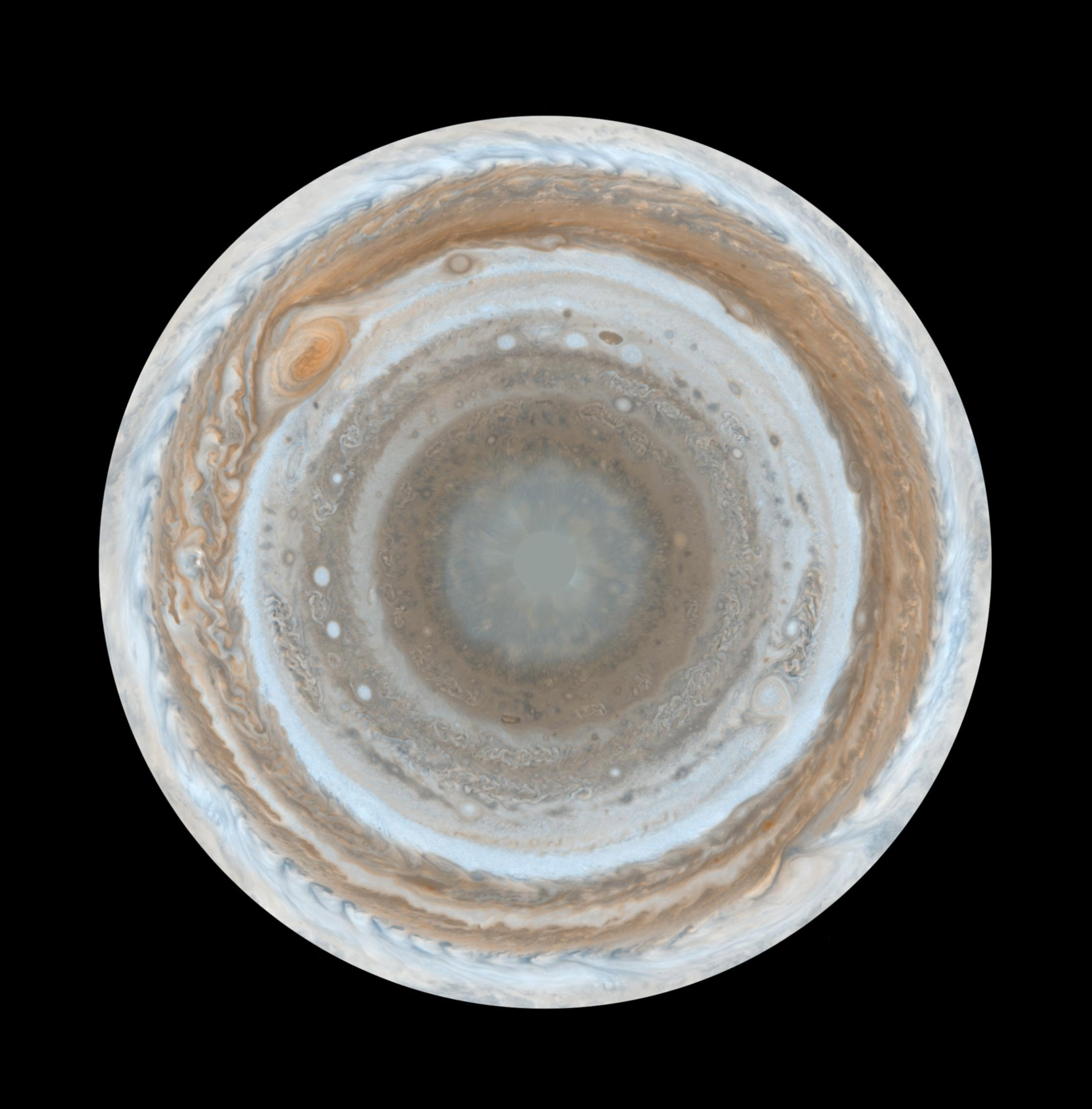
Sao Mộc nhìn từ cực Nam.

Bề mặt có thể nhìn thấy được của Sao Mộc được chia thành một số dải chạy song song với đường xích đạo. Có hai loại dải: các đới sáng màu và các vành đai tối màu. Đới Xích đạo (EZ) rộng hơn trải từ các vĩ độ khoảng 7° nam đến 7° bắc. Ở trên và ở dưới EZ, có Vành đai Xích đạo Bắc và Vành đai Xích đạo Nam (NEB và SEB) mở rộng đến vĩ độ 18° bắc và 18° nam. Xa xích đạo hơn là Đới Nhiệt đới Bắc và Đới Nhiệt đới Nam (NTrZ và STrZ). Các vành đai và đới tiếp tục nằm xen kẽ nhau cho đến tận vùng cực vào khoảng vĩ độ 50, nơi mà các đặc điểm khả kiến trở nên mờ đi. Cấu trúc xen kẽ vành đai-đới cơ bản có thể kéo dài hơn về phía cực, ít nhất là đến 80 độ bắc hoặc nam.
Sự khác biệt về hình dạng giữa đới và vành đai xuất phát từ sự khác biệt trong suất phản chiếu của những đám mây. Amonia tập trung cao hơn trong các đới, dẫn đến sự xuất hiện của những đám mây băng amonia đặc hơn ở độ cao lớn, tạo ra màu sắc sáng hơn. Trong khi đó, các đám mây tại các vành đai mỏng hơn và nằm ở độ cao thấp hơn. Phần bên trên của tầng đối lưu trong các đới bị lạnh hơn, trong khi ở các đai thì ấm hơn. Cấu tạo hóa chất chính xác làm nên các đới và vành đai của Sao Mộc vẫn chưa được biết, có thể bao gồm các hợp chất phức tạp của lưu huỳnh, phosphor và cacbon.

Dòng tia và một số luồng xoáy của Sao Mộc. Đường màu xanh lá cây nhạt chỉ dòng tia ở rìa nam của Đới Xích đạo. Đường màu vàng là đường biên của luồng xoáy Vết Đỏ Lớn. Các đĩa nhiều màu bị kéo dài và méo dần đi vì gió thổi trong dòng tia minh họa cho sự đối lưu của khí quyển dưới tác động của dòng tia.

Các cấu trúc dải, đới và vành đai, trên Sao Mộc được bao bọc bởi các dòng chảy khí quyển địa đới (gió) mạnh, gọi là dòng tia. Các dòng tia chảy theo hướng đông (chuyển động thuận hành) xuất hiện ở các vùng chuyển tiếp từ đới sang vành đai (chuyển tiếp theo hướng ra xa khỏi xích đạo), còn các dòng tia chảy về hướng tây (chuyển động nghịch hành) xuất hiện ở các vùng chuyển tiếp từ vành đai sang đới. Cấu trúc dòng chảy như vậy cho thấy gió địa đới trong các vành đai thổi chậm dần khi đi từ xích đạo đến cực, còn gió trong các đới thổi nhanh dần khi đi từ xích đạo đến cực. Do vậy, các xoáy gió đứt trong các vành đai là các xoáy thuận, và trong các đới là các xoáy nghịch. Vùng EZ là ngoại lệ, có các dòng tia theo hướng đông (thuận hành) rất mạnh và tốc độ gió đạt giá trị thấp nhất ở đúng tại xích đạo. Tốc độ của các dòng tia trên Sao Mộc rất cao, đạt trên 100 m/s. Đây là tốc độ của các đám mây amonia nằm ở mức áp suất trong dải 0,7 đến 1 bar. Các dòng tia thuận hành thường mạnh hơn các dòng tia nghịch hành. Dải độ cao của các dòng tia vẫn chưa được biết rõ. Các dòng tia có thể yếu đi ở độ cao có áp suất thấp hơn mức áp suất ở đám mây khoảng năm đến tám lần (tức là ở độ cao cao hơn các đám mây khoảng hai hoặc ba độ cao tỷ lệ [a]), và ở độ cao bên dưới các đám mây thì gió có thể yếu hơn chút rồi sau đó có tốc độ không đổi cho đến mức áp suất ít nhất là 22 bar — đây là độ sâu lớn nhất mà tàu thăm dò Galileo đạt được.

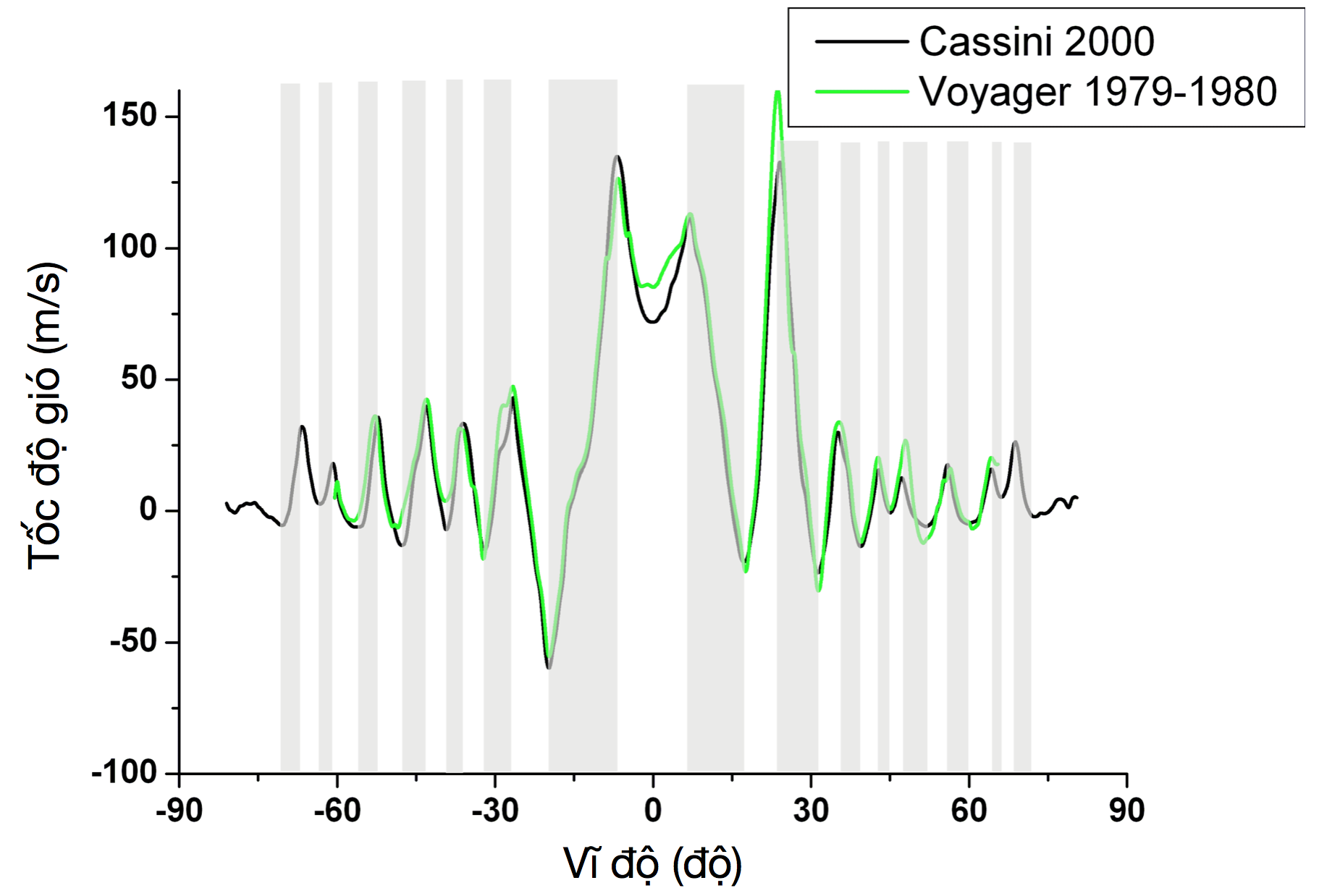
Vận tốc gió địa đới theo các vĩ độ khác nhau trên khí quyển Sao Mộc. Tốc độ gió mạnh lên ở biên giới giữa các vành đai và đới (thể hiện bằng các sọc màu xám và trắng ở nền), tạo thành các dòng tia địa đới.

Nguồn gốc của các cấu trúc dải trên Sao Mộc vẫn chưa được hiểu rõ hoàn toàn, tuy rằng nguyên lý có thể tương tự như lý do sinh ra các vòng hoàn lưu Hadley trên Trái Đất. Cách giải thích đơn giản nhất là các đới là nơi có các dòng khí quyển chuyển động theo hướng lên trên (dòng thăng), còn các vành đai là nơi có các dòng khí quyển chuyển động theo hướng đi xuống (dòng giáng). Khi khí quyển chứa nhiều amonia nổi lên trên ở các đới, nó sẽ giãn nở và nguội lại, tạo thành các đám mây đặc ở độ cao lớn. Còn trong các vành đai, khí quyển đi xuống, bị nóng lên một cách đoạn nhiệt, giống như ở trong đới hội tụ trên Trái Đất, khiến các đám mây amonia trắng bị bay hơi, làm lộ ra các đám mây tối màu hơn ở bên dưới. Vị trí và độ rộng của các dải, cũng như tốc độ và vị trí của các dòng tia trên Sao Mộc là rất ổn định, chỉ thay đổi một chút từ năm 1980 đến năm 2000. Một ví dụ của sự thay đổi là sự giảm tốc độ của dòng tia hướng đông mạnh nhất nằm ở biên giới giữa Đới Nhiệt đới Bắc và Vành đai Ôn đới Bắc ở 23° bắc. Tuy nhiên các dải thay đổi màu sắc và mật độ theo thời gian (xem phần dưới).  Các sự thay đổi màu sắc và mật độ được quan sát lần đầu vào đầu thế kỷ mười bảy.

### Các dải đặc trưng

Một minh họa lý tưởng của các dải mây trên Sao Mộc, có các nhãn viết tắt tên các dải. Các đới màu sáng được gán nhãn bên phải, các vành đai màu tối được gán nhãn bên trái. Vết Đỏ Lớn và Bầu dục BA được thể hiện bằng các hình bầu dục màu hồng ở Đới Nhiệt đới Nam (STrZ) và Vành đai Ôn đới Nam (STB).

Các vành đai và đới trên Sao Mộc đều có tên và những đặc điểm riêng. Đầu tiên là Vùng Cực Bắc (NPR) và Vùng Cực Nam (SPR) nằm ở các vĩ độ trên 40° đến 48°. Các vùng cực này màu xám xanh và có ít đặc trưng hơn.
Tiếp theo là hai vùng Đới Ôn đới Bắc Bắc (NNTZ) và Vành đai Ôn đới Bắc Bắc (NNTB), cũng không có nhiều đặc trưng hơn các vùng cực, do bị khuất tối, hiệu ứng phối cảnh, và cũng do các đặc trưng đã bị mờ. Tuy vậy, NNTB là vành đai quan sát được nằm ở phía bắc nhất, tuy nó thỉnh thoảng bị biến mất. Các nhiễu loạn ở đây thường là nhỏ và không tồn tại lâu. NNTZ nhìn rõ hơn, nhưng lại yên tĩnh, ít có hiện tượng nhiễu loạn. Một số vành đai và đới nhỏ ở gần vùng này cũng thỉnh thoảng được quan sát thấy.
Tiếp đến là Đới Ôn đới Bắc (NTZ) và Vành đai Ôn đới Bắc (NTB), là những vùng rất dễ quan sát được từ Trái Đất, và do đó có nhiều dữ liệu quan trắc đã thu thập được. Vùng này có các dòng tia thuận hành mạnh nhất trên hành tinh này — một dòng chảy về phía tây tạo nên biên giới phía nam của NTB. NTB mờ đi khoảng một lần trong mỗi một thập kỷ (vào chuyến thăm của tàu Voyager NTB cũng mờ đi), khiến cho NTZ trông như bị nhập vào Đới Nhiệt đới Bắc (NTrZ). Vào những thời điểm khác, NTZ bị phân chia bởi một dải hẹp thành hai mảnh nằm ở phía bắc và phía nam.

Các đới, vành đai và luồng xoáy trên Sao Mộc. Vùng xích đạo rộng có thể được nhìn thấy ở trung tâm, bao quanh bởi hai vành đai xích đạo tối màu (SEB và NEB). Các điểm "bất thường" màu xám xanh ở rìa phía bắc của đới xích đạo trắng thay đổi theo thời gian khi chúng chuyển động theo hướng đông (sang bên phía phải trong hình) vòng quanh hành tinh. Vết Đỏ Lớn nằm ở rìa phía nam của SEB. Chuỗi các cơn bão nhỏ quay quanh các đốm hình bầu dục ở bán cầu bắc. Các đốm nhỏ, rất sáng, có thể các cơn dông bão có sét đánh, xuất hiện rồi biến mất một cách nhanh chóng và ngẫu nhiên trong các khu vực nhiễu loạn. Các đốm nhỏ nhất có thể nhìn thấy ở đường xích đạo có đường kính khoảng 600 km. Hình ảnh gồm 14 khung hình này kéo dài 24 ngày của Sao Mộc, tương đương khoảng 10 ngày Trái Đất. Thời gian được cho trôi nhanh gấp 600 nghìn lần thực tế.

Vùng nhiệt đới bắc gồm có Đới Nhiệt đới Bắc (NTrZ) và Vành đai Xích đạo Bắc (NEB). NTrZ thường có màu sắc ổn định, thay đổi màu nhẹ khi có hoạt động ở dòng tia phía nam NTB. Giống như NTZ, nó cũng thỉnh thoảng bị chia cắt bởi một dải hẹp, gọi là Vành đai Nhiệt đới Bắc (NTrB). Trong một số hiếm các thời điểm, phía nam NTrZ xuất hiện các "Đốm Đỏ Nhỏ". Chúng có hình dạng tương tự như Vết Đỏ Lớn, nhưng nhỏ hơn, thường xuất hiện theo cặp và chỉ tồn tại trong thời gian ngắn, trung bình khoảng một năm. Một đốm như vậy đã xuất hiện khi tàu Pioneer 10 đi qua.
NEB là một trong số các vành đai có nhiều hoạt động sôi động nhất hành tinh này. Nó có các đặc trưng là các xoáy nghịch bầu dục màu trắng và các xoáy thuận bầu dục màu nâu. Các xoáy nghịch thường xuất hiện ở phía bắc nhiều hơn so với các xoáy thuận. Giống như trong NTrZ, các đặc trưng này thường tồn tại ngắn ngủi. Cùng với Vành đai Xích đạo Nam (SEB), NEB thỉnh thoảng có sự mờ đi rồi nét trở lại một cách ngoạn mục. Chu kỳ của biến đổi như vậy vào khoảng 25 năm.
Vùng Xích đạo (EZ) là một trong những vùng ổn định nhất của hành tinh, về vị trí (vĩ độ) và về hoạt động. Rìa phía bắc của EZ chứa dải mây ngoạn mục, lan ra từ  phía tây nam của NEB, được bao bọc bởi các đốm nóng tối (nhưng có bức xạ hồng ngoại mạnh). Tuy đường biên giới của EZ thường ổn định, các quan sát từ cuối thế kỷ 19 đến đầu thế kỷ 20 cho thấy cấu trúc hình dạng của vùng này trước đây đã bị đảo ngược so với hiện nay. EZ thay đổi màu sắc đáng kể, từ trắng nhạt sang màu thổ hoàng, hoặc thậm chí màu đồng; đôi khi nó được chia đôi bởi một vành đai xích đạo (EB). Các điểm đặc trưng trong EZ chuyển động ở tốc độ khoảng 390 km/h so với các đặc trưng ở các vĩ độ khác.
Vùng nhiệt đới phía nam, gồm Vành đai Xích đạo Nam (SEB) và Đới Nhiệt đới Nam (STrZ). Đây là khu vực hoạt động mạnh nhất của hành tinh, vì đây là nơi có dòng tia nghịch hành mạnh nhất. SEB thường là vành đai tối và tối nhất trên Sao Mộc; đôi khi nó bị chia đôi bởi một đới (SEBZ), và có thể mờ đi hoàn toàn từ 3 đến 15 năm trước khi xuất hiện trở lại trong một chu kỳ Hồi sinh SEB. Một khoảng thời gian vài tuần hoặc vài tháng sau khi vành đai này biến mất, một đốm trắng hình thành và phun ra chất màu nâu đậm, được kéo dài thành một vành đai mới bởi gió của Sao Mộc. Vành đai đã biến mất lần gần đây nhất vào tháng 5 năm 2010.  Một đặc điểm khác của SEB là một chuỗi dài những xoáy thuận đi phía sau Vết Đỏ Lớn (GRS). Giống như NTrZ, STrZ là một trong những khu vực nổi bật nhất hành tinh; nó không chỉ chứa GRS, mà đôi khi còn chứa một cơn Nhiễu Nhiệt đới Nam (STrD), một thành phần của đới có thể tồn tại khá lâu; một trong những nhiễu loạn như vậy tồn tại từ năm 1901 đến năm 1939.
Vùng ôn đới nam, chứa Vành đai Ôn đới Nam (STB), là một vành đai nữa tối và rất rõ, rõ hơn cả NTB; cho đến tháng 3 năm 2000, các đặc trưng nổi bật của nó gồm các đốm trắng tồn tại lâu là BC, DE, và FA. Các đốm này đã nhập vào nhau vào năm 2000, trở thành Bầu dục BA. Các đốm này đã từng nằm trong Đới Ôn đới Nam (STZ), nhưng sau di chuyển sang STB. STB đã thỉnh thoảng bị mờ đi, có thể là do tương tác phức tạp giữa các đốm trắng và GRS. Hình dạng của Đới Ôn đới Nam (STZ) — nơi mà các đốm trắng từng được sinh ra — khá biến động.
Có các điểm đặc trưng khác trên khí quyển Sao Mộc nhưng chỉ xuất hiện trong thời gian ngắn hoặc khó quan sát từ Trái Đất. Vùng Ôn đới Nam Nam khó quan sát hơn cả Vùng Ôn đới Bắc Bắc; các chi tiết của nó rất tinh tế và chỉ có thể được nghiên cứu tốt bởi kính viễn vọng lớn hoặc tàu vũ trụ. Nhiều đới và vành đai có tính chất tạm thời hơn và không phải lúc nào cũng có thể nhìn thấy được; chúng gồm Vành đai Xích đạo (EB), Đới Vành đai Xích đạo Bắc (NEBZ, một đới màu trắng nằm trong NEB) và Đới Vành đai Xích đạo Bắc (SEBZ). Các vành đai cũng thỉnh thoảng bị chia cắt bởi những nhiễu loạn đột ngột. Khi một sự nhiễu loạn phân chia một vành đai hoặc một đới, một N hoặc S được thêm vào các thành phần đã bị chia ra, để cho biết liệu thành phần đó là ở phía bắc hoặc phía nam; ví dụ, NEB(N) và NEB(S).

## Động lực học

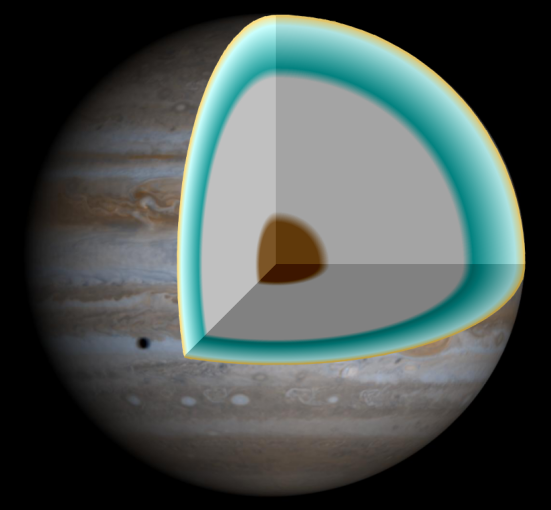
Minh họa mô hình cấu trúc bên trong của Sao Mộc, với một lõi đá nhỏ được giả định nằm ở tâm, phủ bởi những lớp vật chất lỏng dày của hiđrô kim loại, chuyển tiếp dần dần sang dạng khí ở lớp ngoài cùng.

Sự lưu thông trong khí quyển Sao Mộc khác biệt rõ rệt so với Trái Đất. Lõi của sao Mộc có phần lớn là chất lỏng, nếu bỏ qua một lõi đá rắn nhỏ giả định nằm ở tâm. Do đó sự đối lưu có thể xảy ra trong toàn bộ phần vỏ chứa các phân tử của hành tinh. Cho đến năm 2008, một lý thuyết toàn diện về động lực học của khí quyển Sao Mộc vẫn chưa được phát triển. Bất kỳ một lý thuyết nào như vậy đều cần giải thích được các sự kiện sau: sự tồn tại của các vành đai hẹp và ổn định, sự tồn tại của các dòng tia ổn định, sự phân bố khá đối xứng qua đường xích đạo của các vành đai hẹp và ổn định và các dòng tia ổn định, các dòng tia thuận hành mạnh quan sát được ở đường xích đạo, sự khác biệt giữa các đới và vành đai, và nguồn gốc và sự tồn tại lâu dài của các luồng xoáy lớn, chẳng hạn như Vết Đỏ Lớn.
Các lý thuyết liên quan đến động lực học của bầu khí quyển Sao Mộc có thể được chia thành hai lớp: nông và sâu. Các lý thuyết nông cho rằng các hiện tượng quan sát được phần lớn do hoạt động động lực học trong một lớp mỏng (lớp thời tiết) ở rìa ngoài của hành tinh, nằm trên phần lõi ổn định. Các giả thuyết sâu cho rằng các dòng chảy khí quyển quan sát được chỉ là biểu hiện bề mặt của sự lưu thông sâu trong toàn bộ lớp vỏ chứa phân tử của Sao Mộc. Vì cả hai lý thuyết đều có những thành công và thất bại riêng, nhiều nhà khoa học hành tinh cho rằng lý thuyết thực sự sẽ bao gồm các yếu tố của cả hai mô hình.

### Mô hình nông
Những nỗ lực đầu tiên để giải thích động lực học khí quyển Sao Mộc bắt đầu từ những năm 1960. Các nỗ lực này một phần là dựa vào hiểu biết về khí tượng trên Trái Đất, theo những mô hình nông đã bắt đầu được phát triển tốt vào thời điểm đó. Những mô hình nông này cho rằng các dòng tia trên Sao Mộc xuất phát từ những dòng chảy rối nhỏ, và được duy trì bởi sự đối lưu ẩm ở lớp ngoài của khí quyển (phía trên các đám mây nước). Sự đối lưu ẩm là một hiện tượng liên quan đến sự ngưng tụ và bốc hơi của nước và là một trong những động lực chính của các hiện tượng thời tiết ở Trái Đất. Cách tạo ra các dòng tia trong mô hình này có liên quan đến một tính chất nổi tiếng của dòng chảy rối hai chiều - cái gọi là thác nghịch đảo, trong đó các cấu trúc dòng chảy rối nhỏ (luồng xoáy) kết hợp thành những khối lớn hơn. Kích thước giới hạn của hành tinh có nghĩa là hiệu ứng thác nghịch đảo không thể tạo ra các cấu trúc lớn hơn một số quy mô nhất định, gọi là kích thước Rhines trong trường hợp của Sao Mộc. Sự tồn tại của kích thước Rhines liên quan đến cơ chế tạo ra các sóng Rossby. Quá trình này hoạt động như sau: khi các cấu trúc nhiễu loạn lớn nhất đạt đến một kích cỡ nhất định, năng lượng bắt đầu chảy vào sóng Rossby thay vì các cấu trúc lớn hơn, và hiệu ứng thác nghịch đảo bị dừng lại. Vì trong hành tinh hình cầu quay nhanh, sự phụ thuộc của tốc độ vào bước sóng của sóng Rossby là vô hướng, khiến kích thước Rhines theo hướng song song với đường xích đạo lớn hơn theo hướng trực giao với nó. Kết quả cuối cùng của quá trình được mô tả ở trên là việc sinh ra các cấu trúc lớn bị kéo dài theo hướng song song với đường xích đạo. Kích thước theo phương trực giao với xích đạo của các cấu trúc này, trong mô hình nông, có vẻ phù hợp với chiều rộng thực tế của các dòng tia. Vì vậy, trong các mô hình nông, các luồng xoáy thực sự cung cấp năng lượng duy trì các dòng tia và có thể biến mất (bị hấp thụ hết) bằng cách sáp nhập vào các dòng tia.
Trong khi các mô hình sử dụng động lực học của tầng thời tiết có thể giải thích thành công sự tồn tại của các dòng tia hẹp, chúng vẫn có những vấn đề nghiêm trọng. Một sự thất bại rõ rệt của mô hình liên quan đến việc giải thích các dòng tia mạnh thuận hành ở xích đạo: trừ một số ngoại lệ hiếm hoi, mô hình nông tiên đoán các dòng tia mạnh nghịch hành, ngược hoàn toàn với các kết quả quan sát. Ngoài ra, các dòng tia trong các mô hình nông thường không bền vững và sẽ biến mất theo thời gian. Các mô hình nông không thể giải thích nổi vì sao các dòng chảy khí quyển trên Sao Mộc lại rất ổn định, vi phạm các tiêu chí về tính bền vững của lý thuyết. Các phiên bản phức tạp hơn của các mô hình thời tiết, sử dụng nhiều tầng khí tượng, tạo ra các lưu thông khí quyển ổn định hơn, nhưng nhiều vấn đề vẫn tồn tại. Trong khi đó, tàu thăm dò Galileo phát hiện ra gió trên Sao Mộc vẫn thổi mạnh ở sâu bên dưới các đám mây nước ở 5–7 bar và không cho thấy bất kỳ dấu hiệu nào của sự giảm tốc độ gió ngay cả ở độ sâu với áp suất 22 bar, có nghĩa là sự lưu thông khí quyển Sao Mộc thực tế có thể sâu.

### Mô hình sâu

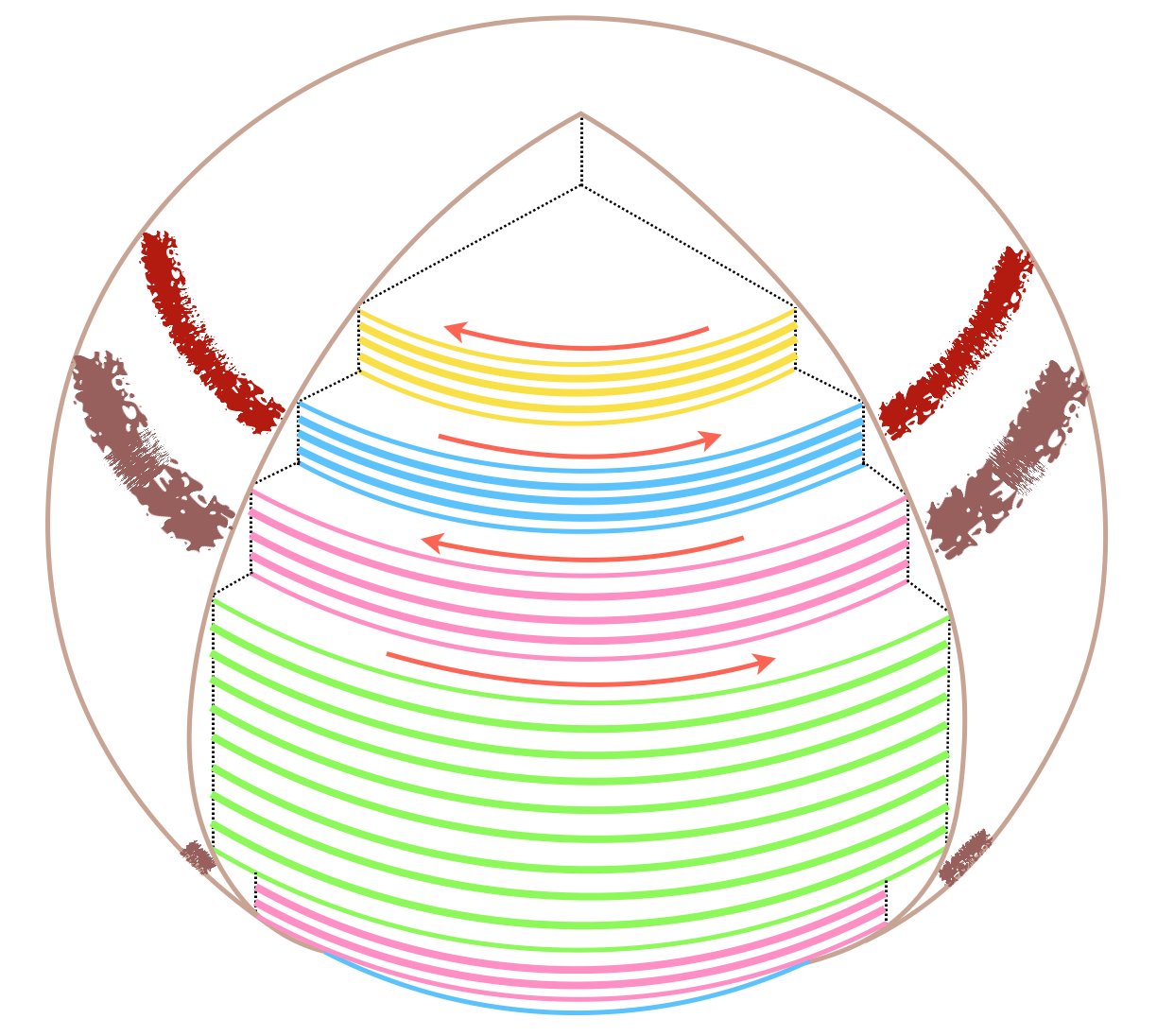
Một cách thể hiện mô hình sâu của động lực học khí quyển Sao Mộc, trong đó khí quyển lưu thông sâu trong các ống độc lập với nhau, theo định lý Taylor-Proudman.

Mô hình sâu đã được Busse đề xuất lần đầu tiên vào năm 1976. Mô hình của ông dựa trên một tính chất nổi tiếng khác của cơ học chất lỏng, định lý Taylor-Proudman. Định lý này cho biết rằng trong bất kỳ chất lỏng hướng áp lý tưởng nào quay nhanh, các dòng chảy được tổ chức trong một loạt các ống song song với trục quay. Các điều kiện để áp dụng định lý này có thể có trong lõi lỏng của Sao Mộc. Vì vậy, lớp vỏ chứa hydro phân tử của hành tinh có thể được chia thành các ống, mỗi ống có sự lưu thông độc lập với các ống khác. Những vĩ độ có đường biên ngoài và đường biên trong của các ống giao với bề mặt nhìn thấy của hành tinh sẽ tương ứng với các dòng tia; còn phần bên trong của các ống giao với bề mặt nhìn thấy của hành tinh sẽ được quan sát ứng với các đới và vành đai. Một số ống không ở quy mô toàn cầu, mà ở quy mô nhỏ hơn có thể thể hiện ở trên bề mặt như là những xoáy nghịch lớn, tồn tại lâu năm.
Mô hình sâu dễ dàng giải thích được các dòng tia thuận hành mạnh mẽ quan sát thấy được ở đường xích đạo của sao Mộc; các dòng tia được tiên đoán bởi mô hình sâu là ổn định và không tuân theo tiêu chuẩn ổn định hai chiều. Tuy nhiên, lý thuyết này cũng có những khó khăn lớn; lý thuyết này tiên đoán một số lượng rất nhỏ các dòng tia rộng, và cho đến năm 2008 chưa có mô phỏng thực tế nào của dòng chảy 3D được thực hiện, có nghĩa là các mô hình đơn giản được sử dụng để biện minh cho lưu thông sâu có thể không bao gồm được đầy đủ các khía cạnh quan trọng của cơ học chất lỏng trong Sao Mộc. Một mô hình công bố năm 2004 đã thành công trong việc tiên đoán các cấu trúc dòng tia của Sao Mộc. Nó giả định rằng lớp vỏ hydro phân tử mỏng hơn so với tất cả các mô hình khác; với độ dày chỉ chiếm 10% bán kính của sao Mộc. Trong các mô hình tiêu chuẩn của lõi Sao Mộc, lớp này chiếm 20% đến 30% bán kính. Một vấn đề nữa với các mô hình sâu là cần giải thích đầy đủ về nguồn động lực cho các dòng lưu thông sâu. Các dòng chảy sâu có thể được gây ra bởi cả các lực nông (ví dụ như đối lưu ẩm) hoặc bởi sự đối lưu sâu trên toàn bộ hành tinh để mang nhiệt ra khỏi lõi của Sao Mộc. Hiện vẫn chưa rõ cơ chế nào trong số những cơ chế này là quan trọng hơn.

### Nội nhiệt

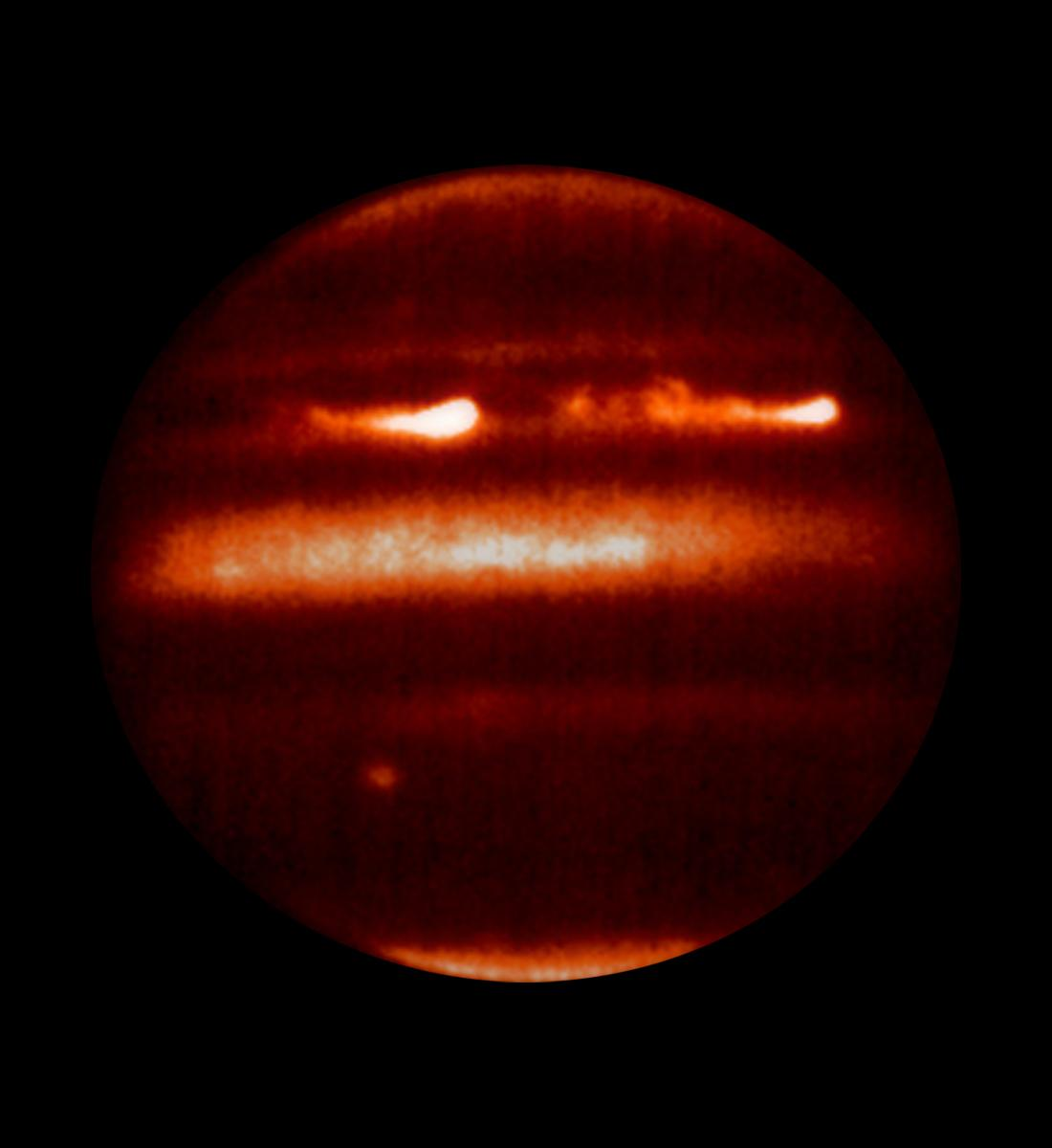
Ảnh nhiệt của Sao Mộc chụp bởi Cơ sở Viễn vọng Hồng ngoại NASA. Các vùng màu sáng hơn là có nhiệt độ cao hơn. Ảnh này cho thấy vùng cực của Sao Mộc có nhiệt độ thấp hơn không nhiều so với vùng xích đạo.

Như đã được biết đến từ năm 1966, Sao Mộc phát ra nhiều nhiệt hơn là lượng nhiệt nó nhận được từ Mặt Trời. Tỷ lệ giữa năng lượng phát ra từ hành tinh và hấp thụ từ mặt trời được ước tính là vào khoảng 1,67 ± 0,09. Thông lượng nhiệt từ lõi Sao Mộc tỏa ra là 5,44 ± 0,43 W/m², trong khi tổng công suất phát ra là 335 ± 26 petawatt. Công suất phát nhiệt của Sao Mộc xấp xỉ bằng một phần tỷ của tổng công suất phát nhiệt của Mặt Trời. Nhiệt dư này chủ yếu là nhiệt nguyên thủy từ giai đoạn đầu của sự hình thành Sao Mộc, nhưng có thể được đóng góp một phần từ sự kết tủa heli vào trong lõi.
Nội nhiệt của Sao Mộc có thể là quan trọng đối với động lực học của khí quyển Sao Mộc. Trong khi sao Mộc có độ nghiêng trục quay nhỏ, khoảng 3°, và vùng cực của nó nhận được ít bức xạ Mặt Trời hơn rất nhiều so với vùng xích đạo, nhiệt độ tầng đối lưu không thay đổi đáng kể từ xích đạo đến cực. Một cách giải thích là các dòng đối lưu trong lõi của Sao Mộc hoạt động như một bộ ổn nhiệt, giải phóng nhiệt cho vùng cực nhiều hơn ở vùng xích đạo. Điều này dẫn đến một nhiệt độ thống nhất trong tầng đối lưu. Trong khi nhiệt được vận chuyển từ đường xích đạo đến các cực ở Trái Đất chủ yếu thông qua lớp thời tiết, trên Sao Mộc sự đối lưu sâu giúp cân bằng nhiệt. Sự đối lưu trong lõi Sao Mộc được cho là chủ yếu do nội nhiệt.

## Một số điểm đặc trưng

### Các luồng xoáy

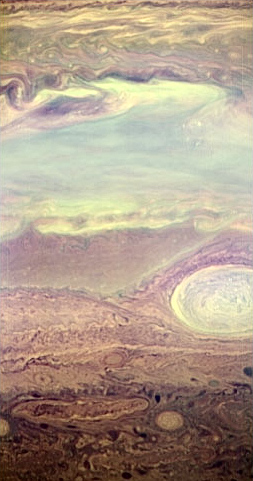
Ảnh chụp hồng ngoại khí quyển Sao Mộc, vùng gần GRS ở Nam bán cầu, bởi New Horizons, cho thấy nhiều luồng xoáy khác nhau. Màu sắc trong ảnh là giả, được tạo ra bằng cách cho màu đỏ ứng với ảnh chụp ở bước sóng ánh sáng 1,28 micrômét, màu xanh lá cây ứng với 1,30 micrômét và màu xanh dương ứng với 1,36 micrômét, là các bước sóng hồng ngoại để thăm dò các độ cao khác nhau của khí quyển Sao Mộc.

Khí quyển Sao Mộc có hàng trăm luồng xoáy — các cấu trúc chuyển động xoay tròn, giống như ở khí quyển Trái Đất, được chia làm hai loại: xoáy thuận và xoáy nghịch. Các xoáy thuận xoay theo hướng trùng với chiều quay của hành tinh (ngược chiều kim đồng hồ ở Bắc bán cầu và thuận chiều kim đồng hồ ở phía Nam bán cầu); còn các xoáy nghịch xoay theo chiều ngược lại. Tuy nhiên, không giống như trong bầu khí quyển Trái Đất, có nhiều xoáy nghịch hơn xoáy thuận trên Sao Mộc - hơn 90% các luồng xoáy có đường kính trên 2000 km là xoáy nghịch. Tuổi thọ của các luồng xoáy của Sao Mộc dao động từ vài ngày đến hàng trăm năm, tùy thuộc vào kích cỡ của chúng. Ví dụ, tuổi thọ trung bình của một xoáy nghịch có đường kính từ 1000 đến 6000 km là 1 đến 3 năm. Các luồng xoáy chưa bao giờ được quan sát thấy ở vùng xích đạo của sao Mộc (trong vĩ độ từ 10° trở xuống), nơi chúng không ổn định. Như trên bất kỳ hành tinh quay nhanh nào, các xoáy nghịch của Sao Mộc có áp suất cao, trong khi xoáy thuận là vùng áp thấp.

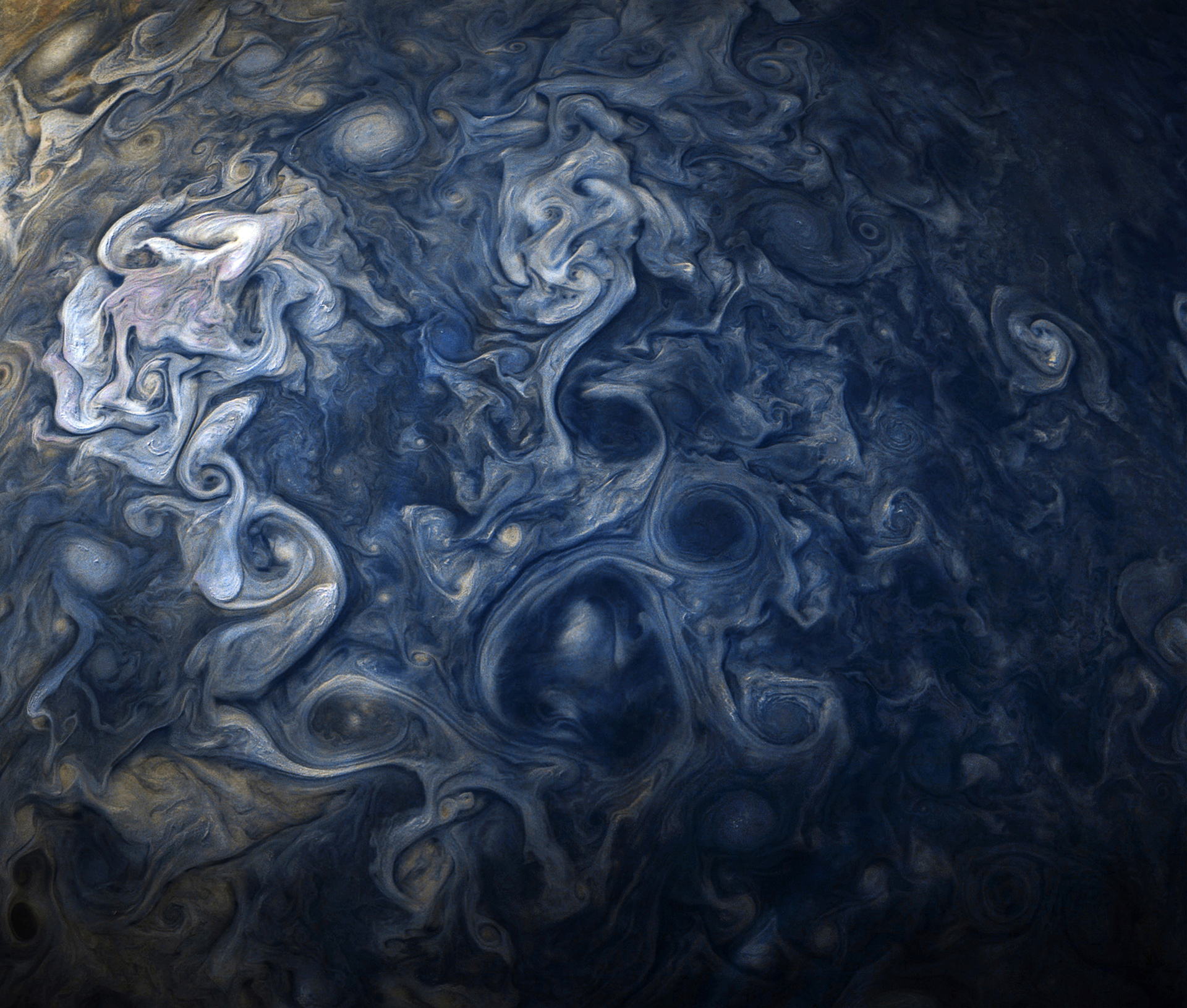
Các đám mây trên Sao Mộc. Juno tháng 10, 2017

Các xoáy nghịch trong khí quyển của sao Mộc luôn bị giới hạn trong các đới, nơi mà tốc độ gió tăng theo hướng từ xích đạo đến các cực. Chúng thường có màu sáng và xuất hiện dưới hình dạng bầu dục trắng. Chúng có thể di chuyển với vận tốc có thành phần theo phương song song với các kinh tuyến, nhưng vĩ độ của chúng không thay đổi nhiều vì chúng không thể thoát ra khỏi các đới. Tốc độ gió ở đường biên của chúng khoảng 100 m/s. Các xoáy nghịch nằm trong cùng một đới có xu hướng sáp nhập, khi chúng tiến gần đến nhau. Tuy nhiên Sao Mộc có hai xoáy nghịch tương đối khác biệt so với các xoáy nghịch khác. Chúng là Vết Đỏ Lớn (GRS) đã tồn tại hàng trăm năm và Bầu dục BA mới sinh ra trong năm 2000. Ngược lại với các bầu dục trắng, các cấu trúc này có màu đỏ, có thể là do các chuyển động trong chúng làm sục lên các vật chất có màu đỏ từ độ sâu thấp hơn của hành tinh. Trên sao Mộc, các xoáy nghịch thường hình thành thông qua sự hợp nhất các cấu trúc nhỏ hơn bao gồm các cơn dông bão đối lưu (xem bên dưới), tuy vậy các bầu dục lớn có thể là hệ quả của sự không ổn định của các dòng tia. Cách hình thành thứ hai được quan sát thấy trong những năm 1938-1940, khi một số bầu dục trắng xuất hiện như là kết quả của sự bất ổn của Đới Ôn đới Nam; chúng sau đó đã sáp nhập để hình thành Bầu dục BA.
Đối lập với xoáy nghịch, xoáy thuận của Sao Mộc có xu hướng nhỏ, tối và có các cấu trúc bất định. Một số điểm đặc trưng tối hơn và có hình dạng có quy luật hơn được gọi là bầu dục nâu. Tuy nhiên, đã có những gợi ý về sự tồn tại của một vài xoáy thuận tồn tại lâu. Ngoài các xoáy thuận nhỏ, Sao Mộc có một số mảng vân lớn có hình dạng không đều, thể hiện chuyển động xoay thuận. Một trong số đó nằm ở phía tây của GRS (trong vùng đuôi rẽ sóng của nó) ở Vành đai Xích đạo Nam. Các mảng này được gọi là vùng xoáy thuận (CR). Các xoáy thuận luôn nằm trong các vành đai và có xu hướng kết hợp khi chúng gặp nhau, giống như xoáy nghịch.
Cấu trúc theo chiều sâu của các luồng xoáy chưa được hiểu rõ. Các luồng xoáy được cho là tương đối mỏng, vì mọi độ dày lớn hơn khoảng 500 km sẽ dẫn đến sự bất ổn định. Các xoáy nghịch lớn được biết là có độ dày chỉ vài chục kilômét trên những đám mây có thể nhìn thấy được. Giả thuyết ban đầu, cho rằng các luồng xoáy là cột đối lưu sâu, cho đến năm 2008 vẫn chưa được chấp nhận rộng rãi bởi các nhà khoa học hành tinh.

#### Vết Đỏ Lớn

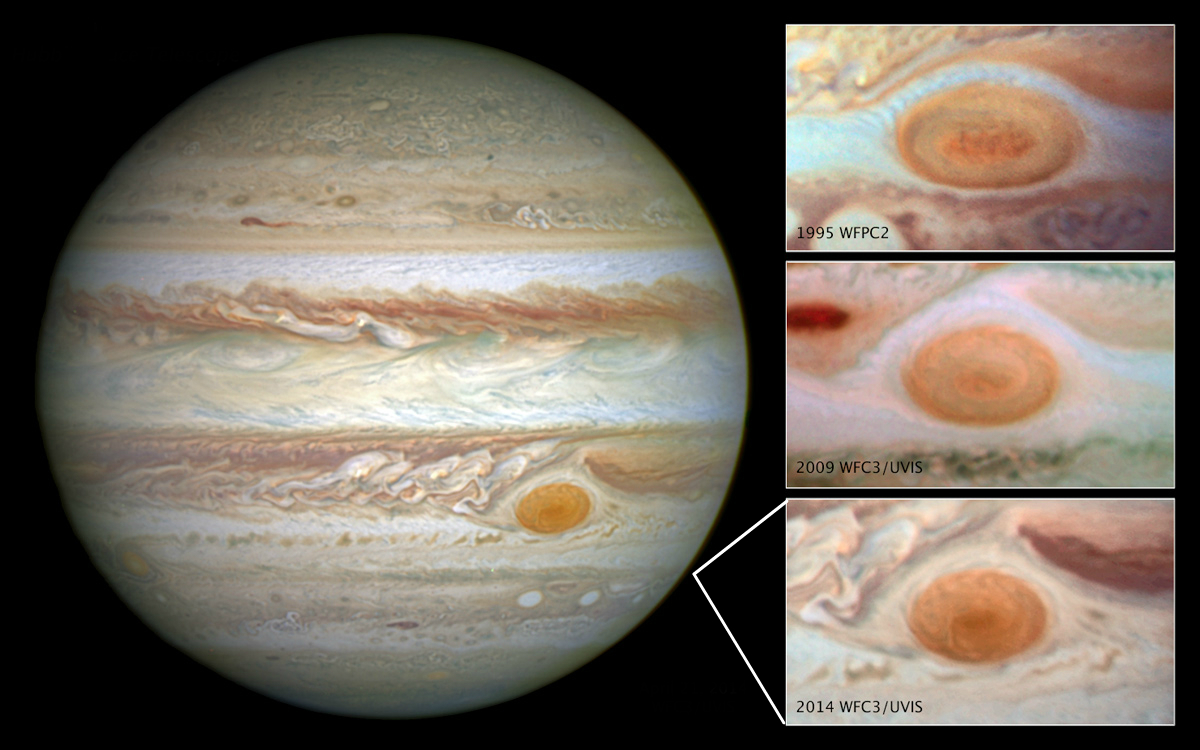
Kích thước của Vết Đỏ Lớn đang giảm dần (15 tháng 5 năm 2014).

Vết Đỏ Lớn (GRS) là một bão xoáy nghịch tồn tại lâu dài, ở 22° Nam bên dưới xích đạo của Sao Mộc; các quan sát từ Trái Đất cho thấy cơn bão này đã tồn tại ít nhất là 350 năm. Một cơn bão đã được Gian Domenico Cassini mô tả là "vết vĩnh cữu" sau khi quan sát thấy vết này vào tháng 7 năm 1665 cùng với nhà sản xuất thiết bị quan sát của ông là Eustachio Divini. Theo một báo cáo của Giovanni Battista Riccioli vào năm 1635, Leander Bandtius, người mà Riccioli xác định là Linh mục của Dunisburgh, người sở hữu một "kính thiên văn tuyệt vời", đã quan sát thấy một vết lớn mà ông mô tả là "hình bầu dục, bề ngang dài nhất bằng một phần bảy của đường kính của sao Mộc". Theo Riccioli, "những đặc điểm này hiếm khi có thể nhìn thấy, chỉ thấy được bằng một kính viễn vọng có chất lượng và độ phóng đại vượt trội". Tuy nhiên, từ những năm 1870, Vết Đỏ Lớn đã được quan sát thấy liên tục cho đến nay.
GRS quay theo chiều ngược kim đồng hồ, với chu kỳ quay khoảng sáu ngày Trái Đất, hoặc 15 ngày Sao Mộc. Đường kính của nó là 24000 – 40000 km theo phương đông-tây và 12000 – 14000 km theo phương bắc-nam. GRS đủ lớn để chứa hai hoặc ba hành tinh có kích thước bằng Trái Đất. Vào đầu năm 2004, GRS có kích thước theo phương dài nhất bằng khoảng một nửa kích thước mà nó đã có một thế kỷ trước, khi đường kính của nó đã là khoảng 40000 km. Với tốc độ giảm kích thước hiện tại, nó có thể trở thành hình tròn vào năm 2040, mặc dù điều này khó có thể xảy ra vì ảnh hưởng có thể gây méo mó của các dòng tia ở gần nó. Chưa có dự báo nào về việc GRS sẽ còn tồn tại bao lâu nữa, hoặc liệu sự thay đổi về kích thước có phải là một phần của dao động kích thước bình thường không.

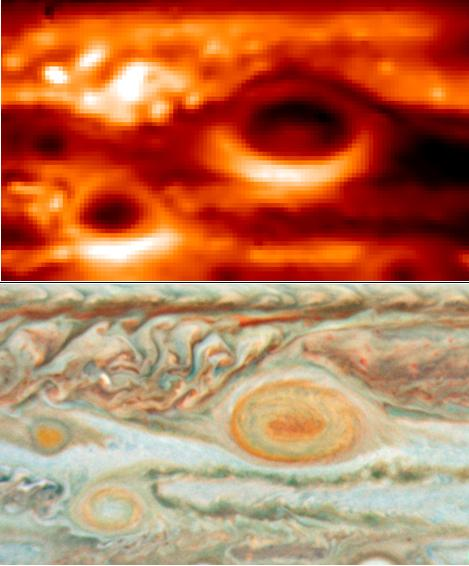
Hình ảnh hồng ngoại của GRS (trên bên phải) và Bầu dục BA (dưới bên trái) thể hiện phần trung tâm lạnh hơn của chúng, được chụp bởi kính thiên văn Very Large Telescope. Một hình ảnh được thực hiện bởi Kính viễn vọng Không gian Hubble được trưng bày ở phía dưới để so sánh.

Theo một nghiên cứu của các nhà khoa học tại Đại học California, Berkeley, từ năm 1996 đến năm 2006, GRS mất 15% đường kính của nó dọc theo trục chính của nó. Xylar Asay-Davis, người thuộc nhóm tiến hành nghiên cứu, lưu ý rằng GRS sẽ không biến mất bởi vì "vận tốc là một phép đo có ý nghĩa hơn kích thước, do các đám mây liên quan đến GRS cũng chịu ảnh hưởng mạnh mẽ bởi nhiều hiện tượng khác trong bầu khí quyển xung quanh."
Dữ liệu hồng ngoại từ lâu đã chỉ ra rằng GRS lạnh hơn (và do đó, nằm ở độ cao cao hơn) so với hầu hết các đám mây khác trên hành tinh này; đỉnh của GRS cao hơn khoảng 8 km so với các đám mây xung quanh. Ngoài ra, các theo dõi một cách cẩn thận các điểm đặc trưng khí quyển đã cho thấy sự quay vòng ngược chiều kim đồng hồ của GRS từ năm 1966 – quan sát này được khẳng định mạnh mẽ bởi những bộ phim lần đầu tiên thu được qua những chuyến bay của Voyager. GRS bị kẹp giữa một dòng tia chảy về hướng đông (thuận hành) ở rìa nam của nó, và một dòng tia khác chảy về phía tây (nghịch hành) rất mạnh ở rìa bắc của nó. Mặc dù gió xung quanh rìa của GRS có tốc độ cao nhất khoảng 120 m/s (432 km/h), các dòng chảy bên trong nó có vẻ bị ứ đọng, với rất ít dòng chảy đi vào hoặc đi ra khỏi nó. Chu kỳ xoay của GRS đã giảm dần theo thời gian, có thể là hệ quả trực tiếp từ việc giảm kích thước của nó. Trong năm 2010, các nhà thiên văn học đã chụp ảnh GRS trong phổ hồng ngoại xa (bước sóng từ 8,5 đến 24 μm) với độ phân giải không gian cao hơn bao giờ hết, và thấy rằng vùng trung tâm của nó, vùng đỏ nhất, nóng hơn môi trường xung quanh khoảng 3-4 K. Khí ấm nằm ở phần trên của tầng đối lưu, ở khoảng áp suất 200-500 mbar. Vùng trung tâm ấm này quay ngược lại một cách chậm, có thể là do sự sụt lún của khí ở trung tâm GRS.
Vĩ độ của Vết Đỏ Lớn đã ổn định trong toàn bộ khoảng thời gian có được các quan sát tốt về nó, chỉ dao động khoảng một độ. Tuy nhiên, kinh độ của nó chịu sự thay đổi liên tục.  Vì các điểm đặc trưng nhìn thấy được của Sao Mộc, ở các vĩ độ khác nhau, không cùng quay với một tốc độ chung, quanh trục quay của Sao Mộc, các nhà thiên văn học đã thiết lập ba hệ thống khác nhau để xác định kinh độ. Hệ thống II được sử dụng cho các vĩ độ trên 10°, và ban đầu dựa vào tốc độ quay trung bình của GRS, có chu kỳ quay là 9 giờ 55 phút 42 giây.  Tuy vậy, so với hệ quy chiếu của Hệ thống II, GRS đã quay được ít nhất 10 vòng quanh hành tinh, kể từ đầu thế kỷ 19. Tốc độ trôi dạt của GRS đã thay đổi đáng kể qua nhiều năm và có liên quan đến độ sáng của Vành đai Xích đạo Nam, và sự hiện diện hoặc không hiện diện của Nhiễu Nhiệt đới Nam (STrD).

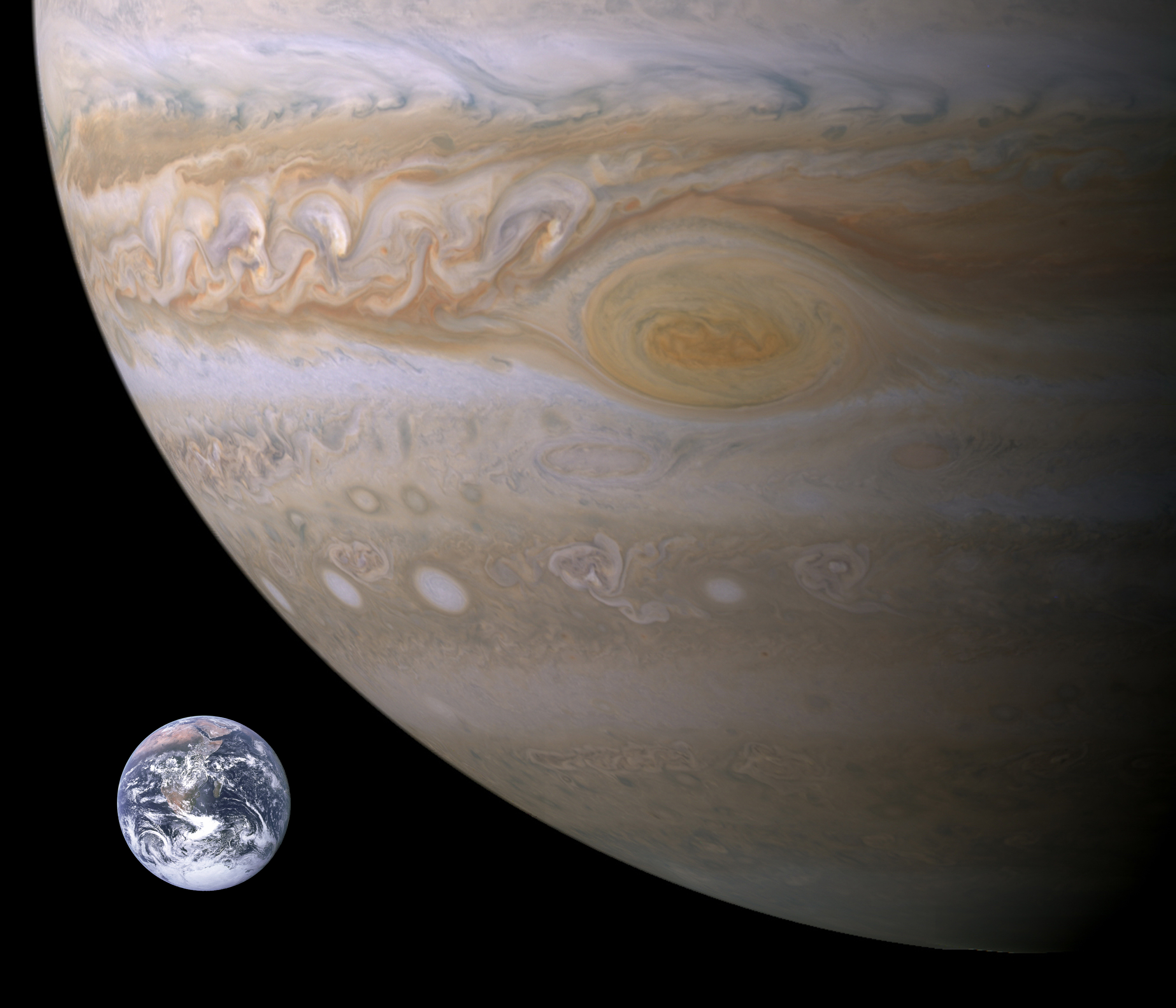
So sánh kích thước của Trái Đất với GRS, bằng hình ảnh Trái Đất chồng lên hình chụp GRS ngày 29 tháng 12 năm 2000.

Lý do gây ra màu đỏ của Vết Đỏ Lớn vẫn chưa được biết rõ. Các lý thuyết được hỗ trợ bởi các thí nghiệm trong phòng thí nghiệm cho rằng màu sắc có thể là do các phân tử hữu cơ phức tạp, phosphor đỏ, hoặc một hợp chất lưu huỳnh khác. GRS thay đổi rất nhiều trong màu sắc, từ màu gạch đỏ đến màu cá hồi nhạt, hoặc thậm chí trắng. Nhiệt độ cao hơn của vùng đỏ nhất ở trung tâm là bằng chứng đầu tiên cho thấy màu sắc của nó bị ảnh hưởng bởi các yếu tố môi trường. GRS thỉnh thoảng biến mất khỏi quang phổ nhìn thấy, chỉ có thể được nhận diện thông qua Vết Rỗng Đỏ, là dấu ấn của nó ở Vành đai Xích đạo Nam (SEB). Mức độ biểu kiến của GRS dường như có liên quan đến độ sáng của SEB; khi vành đai có màu trắng sáng, GRS có xu hướng tối hơn, và khi SEB tối, GRS thường sáng lên. Các thời điểm mà GRS tối đi hoặc sáng lên xảy ra ở các khoảng thời gian không đều; trong 50 năm từ năm 1947 đến năm 1997, GRS đã tối nhất trong các thời kỳ 1961-1966, 1968-1975, 1989-1990, và 1992-1993. Vào tháng 11 năm 2014, một kết quả phân tích các dữ liệu gửi từ tàu Cassini của NASA cho thấy màu đỏ có thể là hệ quả của sự phá vỡ liên kết hóa học ở các hóa chất đơn giản bởi ánh sáng Mặt Trời trong tầng cao khí quyển 
Dù có tên gọi tương tự, Vết Đỏ Lớn khác hoàn toàn với Vết Tối Lớn, một điểm đặc trưng khác được quan sát gần cực Bắc của sao Mộc vào năm 2000 bởi tàu vũ trụ Cassini-Huygens. Một điểm đặc trưng khác trong bầu khí quyển của Sao Hải Vương cũng được gọi là Vết Tối Lớn; vết này được chụp ảnh bởi Voyager 2 vào năm 1989, có thể đã là một lỗ khí quyển chứ không phải là một cơn bão. Nó đã không còn tồn tại vào năm 1994, mặc dù một điểm tương tự đã xuất hiện xa hơn về phía bắc.

#### Bầu dục BA

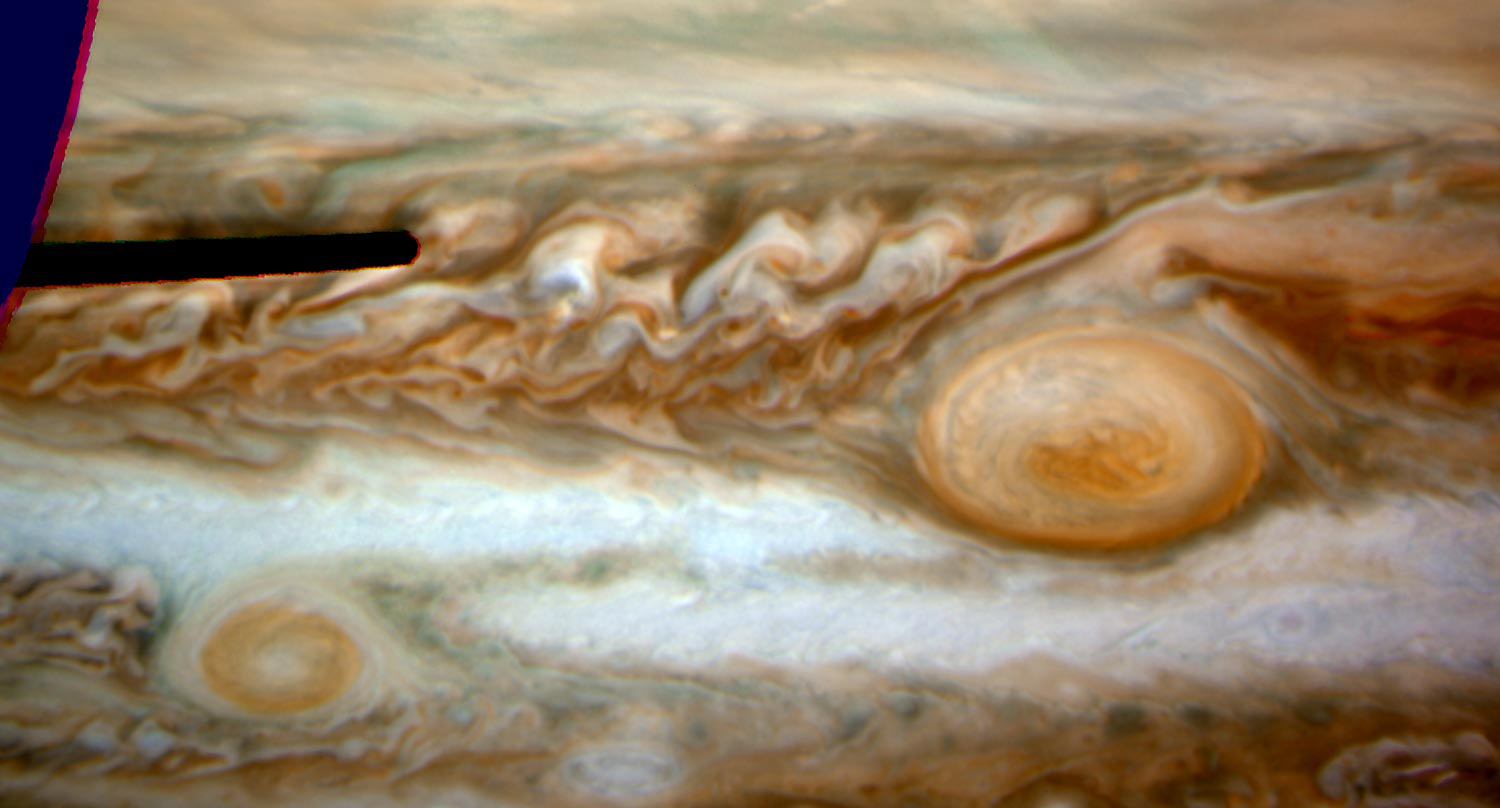
Bầu dục BA (bên trái).

Bầu dục BA là một cơn bão màu đỏ ở bán cầu Nam của Sao Mộc, có hình dạng tương tự, nhưng nhỏ hơn, Vết Đỏ Lớn (nó còn được gọi là "Vết Đỏ Con"). Là một điểm đặc trưng ở Vành đai Ôn đới Nam, Bầu dục BA lần đầu tiên được nhìn thấy vào năm 2000, hình thành từ việc sáp nhật ba cơn bão nhỏ màu trắng, và cường độ bão của Bầu dục BA đã tăng lên kể từ khi đó.
Sự hình thành của ba cơn bão hình bầu dục trắng mà sau đó được sáp nhập thành Bầu dục BA có thể được lần lại từ năm 1939, khi Đới Ôn đới Nam (STZ) bị xé nát bởi các cấu trúc tối chia cắt đới này thành ba phần dài. Nhà quan sát Sao Mộc Elmer J. Reese đã gán nhãn cho các phần tối là AB, CD và EF. Khi các phần tối mở rộng, chúng làm thu hẹp các phần còn lại của STZ vào các vùng hình bầu dục màu trắng được gán nhãn là FA, BC và DE. Bầu dục BC và DE sáp nhập vào nhau năm 1998, hình thành Bầu dục BE. Sau đó, vào tháng 3 năm 2000, BE và FA cùng hợp lại, hình thành Bầu dục BA. (xem thêm các bầu dục trắng bên dưới)

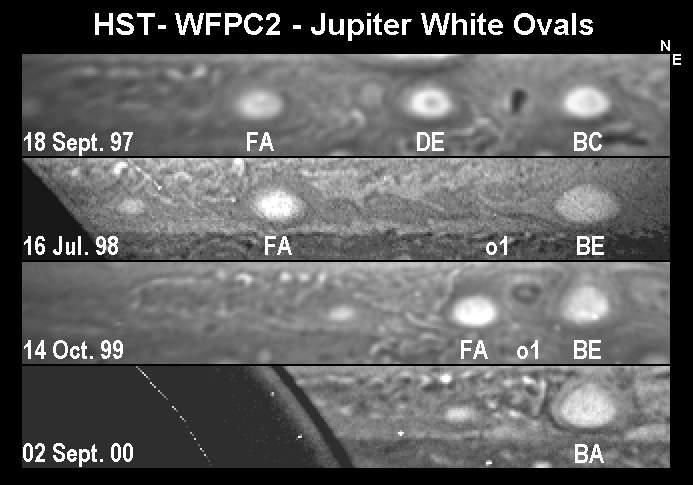
Sự hình thành của Bầu dục BA từ ba bầu dục trắng.

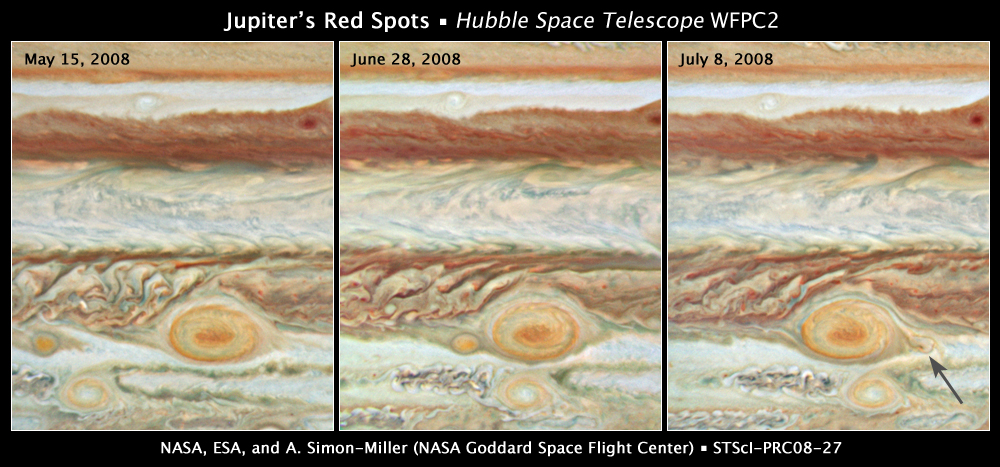
Bầu dục BA (dưới cùng), Vết Đỏ Lớn (trên cùng) và "Vết Đỏ Sơ sinh" (giữa) khi chúng tiến lại gần nhau vào tháng 6 năm 2008.

Bầu dục BA bắt đầu dần dần chuyển sang màu đỏ từ tháng 8 năm 2005. Ngày 24 tháng 2 năm 2006, nhà thiên văn học nghiệp dư Christopher Go, người Philippines, đã phát hiện ra sự thay đổi màu sắc, và thấy nó đã đạt đến cùng một màu như GRS. Kết quả là cây bút của NASA, Tiến sĩ Tony Phillips gợi ý tên gọi cho nó là "Vết Đỏ Con".
Vào tháng 4 năm 2006, một nhóm các nhà thiên văn học, tin rằng Bầu dục BA có thể sẽ sáp nhập với GRS trong năm đó, quan sát các cơn bão qua Kính viễn vọng Không gian Hubble. Hai cơn bão này đi qua nhau hai năm một lần, nhưng các lần đi qua gần nhau vào năm 2002 và năm 2004 đã không tạo ra bất cứ hiện tượng gì đặc biệt. Tiến sĩ Amy Simon-Miller, thuộc Trung tâm Không gian Vũ trụ Goddard, dự báo hai cơn bão lại đi qua nhau vào ngày 4 tháng 7 năm 2006. Trong năm 2006, vào ngày 20 tháng 7, hai cơn bão đã được chụp ảnh bởi Đài quan sát Gemini đi ngang qua nhau nhưng không sáp nhập vào nhau.
Lý do vì sao Bầu dục BA chuyển sang màu đỏ vẫn chưa được biết. Theo một nghiên cứu năm 2008 của Tiến sĩ Santiago Pérez-Hoyos thuộc Đại học Basque Country, cơ chế có khả năng nhất là "sự khuếch tán lên trên và hướng vào tâm bão của một hợp chất màu hoặc một lớp chất phủ có thể tương tác với các photon năng lượng cao của Mặt Trời ở tầng trên của Bầu dục BA". Một số người tin rằng các cơn bão nhỏ (tương ứng với các vết trắng) trên Sao Mộc chuyển sang màu đỏ khi gió trở nên đủ mạnh để kéo một số chất khí nhất định từ sâu trong bầu khí quyển lên trên cao, các loại khí này sẽ thay đổi màu sắc khi được phơi ra ngoài ánh sáng Mặt Trời.
Bầu dục BA là một cơn bão đang trở nên mạnh hơn, theo những quan sát được thực hiện bằng Kính viễn vọng Không gian Hubble năm 2007. Tốc độ gió đạt tới 618 km/h; tương đương như ở rìa Vết Đỏ Lớn và mạnh hơn bất kỳ một cơn bão nào đã từng được sáp nhập để sinh ra nó. Tính đến tháng 7 năm 2008, kích thước của nó đã vào cỡ đường kính của Trái Đất - khoảng một nửa kích thước của Vết Đỏ Lớn.
Bầu dục BA không nên bị nhầm lẫn với một cơn bão lớn khác trên Sao Mộc, là Vết Đỏ Nhỏ Nhiệt đới Nam (LRS) (còn có tên là "Vết Đỏ Sơ sinh" do NASA đặt cho), đã bị phá hủy bởi GRS. Cơn bão này vốn trước đây là một vết trắng trong hình ảnh của Kính viễn vọng Không gian Hubble, đã chuyển sang màu đỏ vào tháng 5 năm 2008. Các quan sát về LRS đã được thực hiện theo sự dẫn dắt của Imke de Pater ở Đại học California, Berkeley. Vết Đỏ Sơ sinh tiến đến sát GRS vào cuối tháng 6 đến đầu tháng 7 năm 2008, và trong quá trình va chạm, vết đỏ nhỏ hơn bị cắt thành từng mảnh. Các tàn dư của Vết Đỏ Sơ sinh ban đầu quay quanh GRS, sau đó nhập vào GRS. Những mảnh tàn dư cuối cùng có màu đỏ đã biến mất vào giữa tháng 7, và các mảnh còn lại không có màu đỏ lại va chạm với GRS trong lần gặp gỡ tiếp theo và cuối cùng sáp nhập với GRS. Tất cả các mảnh của Vết Đỏ Sơ sinh đã hoàn toàn biến mất vào tháng 8 năm 2008. Trong quãng thời gian này Bầu dục BA có xuất hiện ở gần đó, nhưng không có vai trò rõ ràng trong việc phá hủy Vết Đỏ Sơ sinh.

### Dông bão và sét

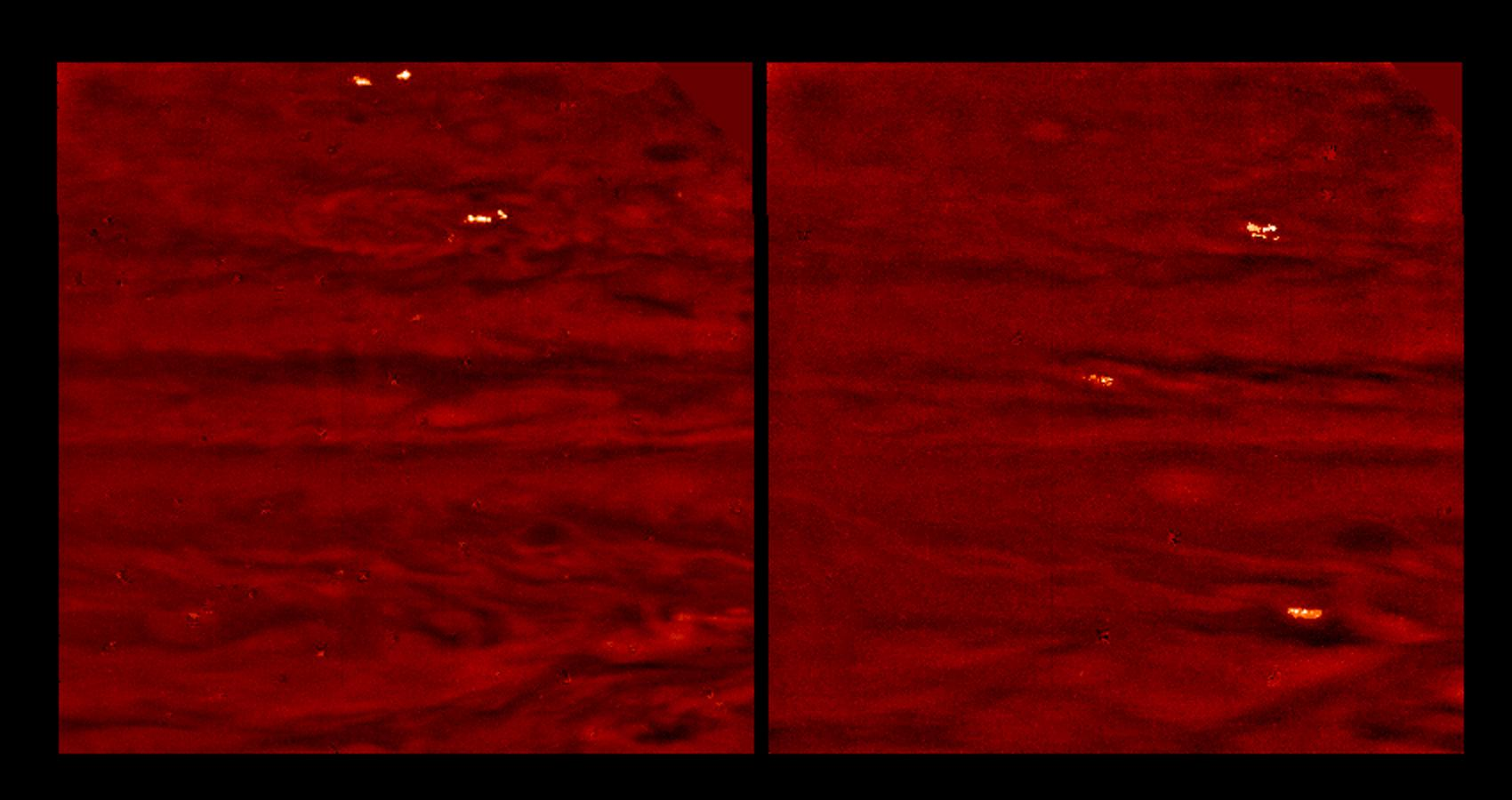
Sét đánh ở phía tối của bề mặt Sao Mộc, được chụp bởi tàu vũ trụ Galileo vào năm 1997.

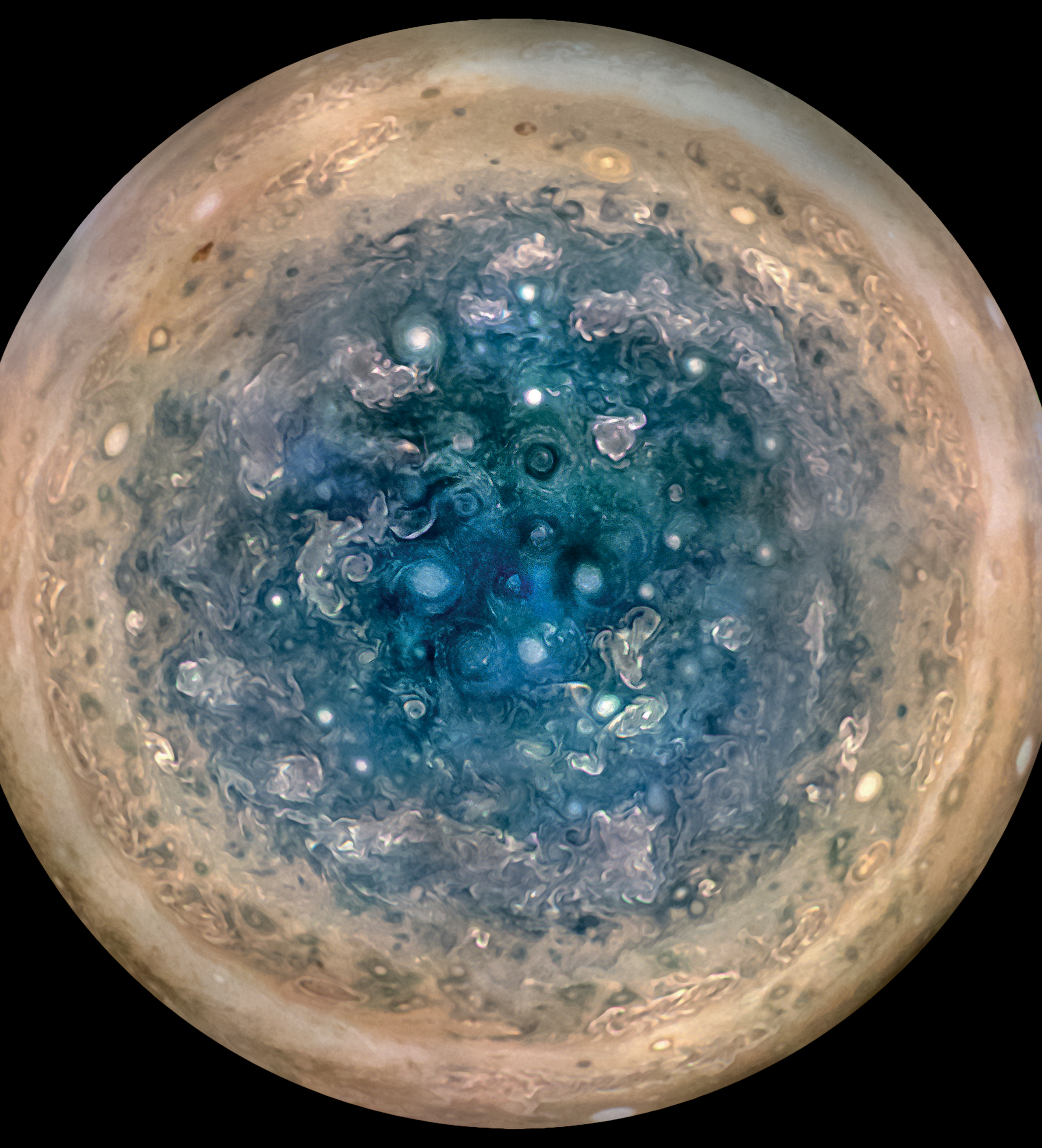
Dông bão ở nam Sao Mộc, chụp bởi JunoCam.

Các cơn dông bão trên Sao Mộc tương tự như các cơn dông trên Trái Đất. Chúng được quan sát thấy ở dạng các đám mây dầy và sáng có kích thước khoảng 1000 km, thỉnh thoảng xuất hiện ở vùng xoáy thuận của các vành đai, đặc biệt là trong các dòng tia mạnh chảy về hướng tây (nghịch hành). Trái ngược với các luồng xoáy, dông bão của Sao Mộc là hiện tượng có thời gian tồn tại ngắn ngủi; các cơn dông bão mạnh nhất có thể tồn tại trong vài tháng, trong khi tuổi thọ trung bình của các cơn dông chỉ 3-4 ngày.
Cơ chế sinh ra các cơn dông bão được cho là sự đối lưu hơi ẩm trong tầng đối lưu của Sao Mộc. Một cơn dông bão thực ra là một cột đối lưu cao, mang khí ẩm từ tầng sâu lên phần trên cao của tầng đối lưu, nơi hơi ẩm bị ngưng tụ thành các đám mây. Chiều cao điển hình của các cơn dông bão của Sao Mộc là khoảng 100 km; trải rộng từ mức áp suất khoảng 5-7 bar, là đáy của tầng mây nước trên lý thuyết, đến mức áp suất 0,2-0,5 bar.
Dông bão trên Sao Mộc luôn đi kèm với sét. Hình ảnh của nửa tối của sao Mộc bởi các tàu vũ trụ Galileo và Cassini đã cho thấy những chớp nháy thường xuyên xuất hiện ở các vành đai của Sao Mộc và gần vị trí của các dòng tia chảy về hướng tây, đặc biệt ở các vĩ độ 51° bắc, 56° nam và 14° nam. Các tia sét trên Sao Mộc có năng lượng trung bình gấp vài lần so với các tia sét trên Trái Đất. Tuy nhiên, chúng ít gặp hơn; công suất phát sáng do tia sét từ một khu vực nhất định trên bề mặt Sao Mộc ở mức tương tự như trên Trái Đất. Có một số tia chớp đã được phát hiện ở các vùng cực, khiến cho Sao Mộc là hành tinh thứ hai được biết đến sau Trái Đất có sét ở vùng cực.
Cứ 15 đến 17 năm, Sao Mộc lại xuất hiện các cơn dông bão mạnh đặc biệt. Chúng có mặt ở vĩ độ 23° bắc, nơi dòng tia hướng đông mạnh nhất có thể đạt tốc độ 150 m/s. Lần cuối cùng sự kiện này được quan sát là vào tháng 3 đến tháng 6 năm 2007. Hai cơn bão đã xuất hiện ở Vành đai Ôn đới Bắc, có kinh độ cách nhau 55°. Chúng đã làm xáo trộn đáng kể vành đai này. Các vật chất tối phun ra bởi những cơn bão đã trộn với những đám mây và làm thay đổi màu sắc của vành đai. Hai cơn dông bão này đã di chuyển với tốc độ lên đến 170 m/s, nhanh hơn một chút so với bản thân dòng tia, cho thấy sự tồn tại của gió mạnh ở sâu bên dưới bầu khí quyển.

### Các đốm nóng

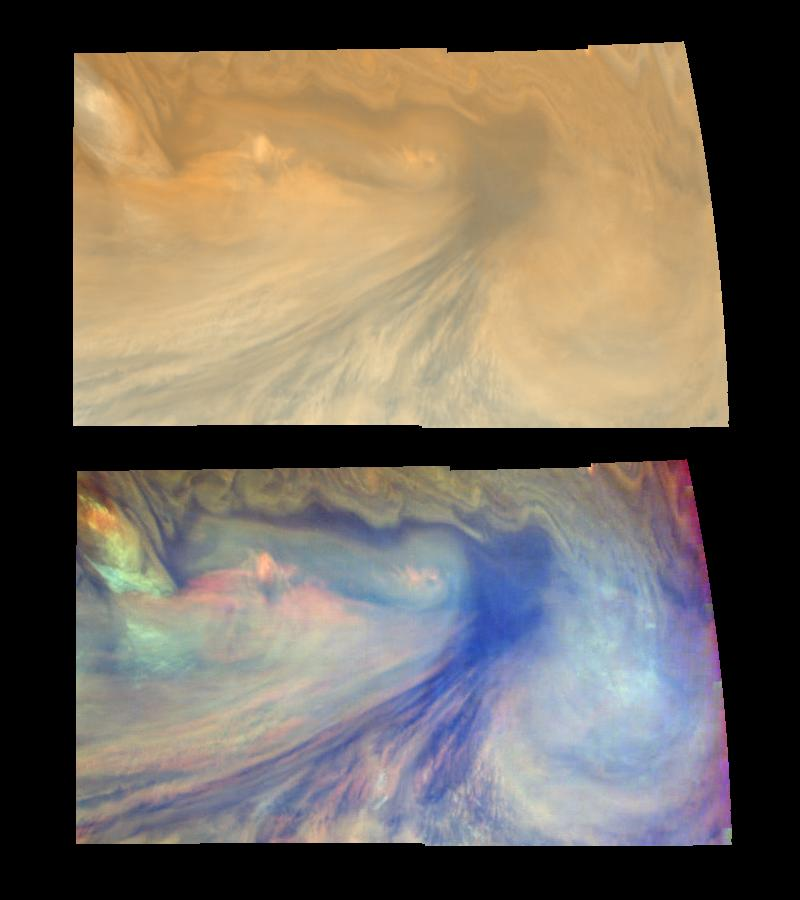
Ảnh chụp các đốm nóng ở xích đạo: bên trên là ảnh chụp với màu sắc thật, bên dưới là ảnh hồng ngoại với màu sắc giả.

Một trong những đặc điểm bí ẩn nhất trong bầu khí quyển của Sao Mộc là các đốm nóng. Bên trong chúng khí quyển gần như không có mây và hơi nóng có thể thoát ra từ các độ sâu bên dưới mà không bị hấp thụ nhiều. Các đốm nóng trông giống như các đốm sáng trong các ảnh chụp hồng ngoại thu được ở bước sóng khoảng 5 μm. Chúng thường nằm trong các vành đai, tuy vậy cũng có một dải các đốm nóng nổi bật ở rìa phía bắc của Vùng Xích đạo. Tàu thăm dò Galileo đã hạ xuống một trong những đốm nóng ở xích đạo. Mỗi đốm nóng xích đạo có liên hệ với một cột mây đối lưu nằm về phía tây của nó và đạt đến kích thước 10 nghìn km. Các đốm nóng thường có hình tròn, mặc dù chúng không giống các luồng xoáy.

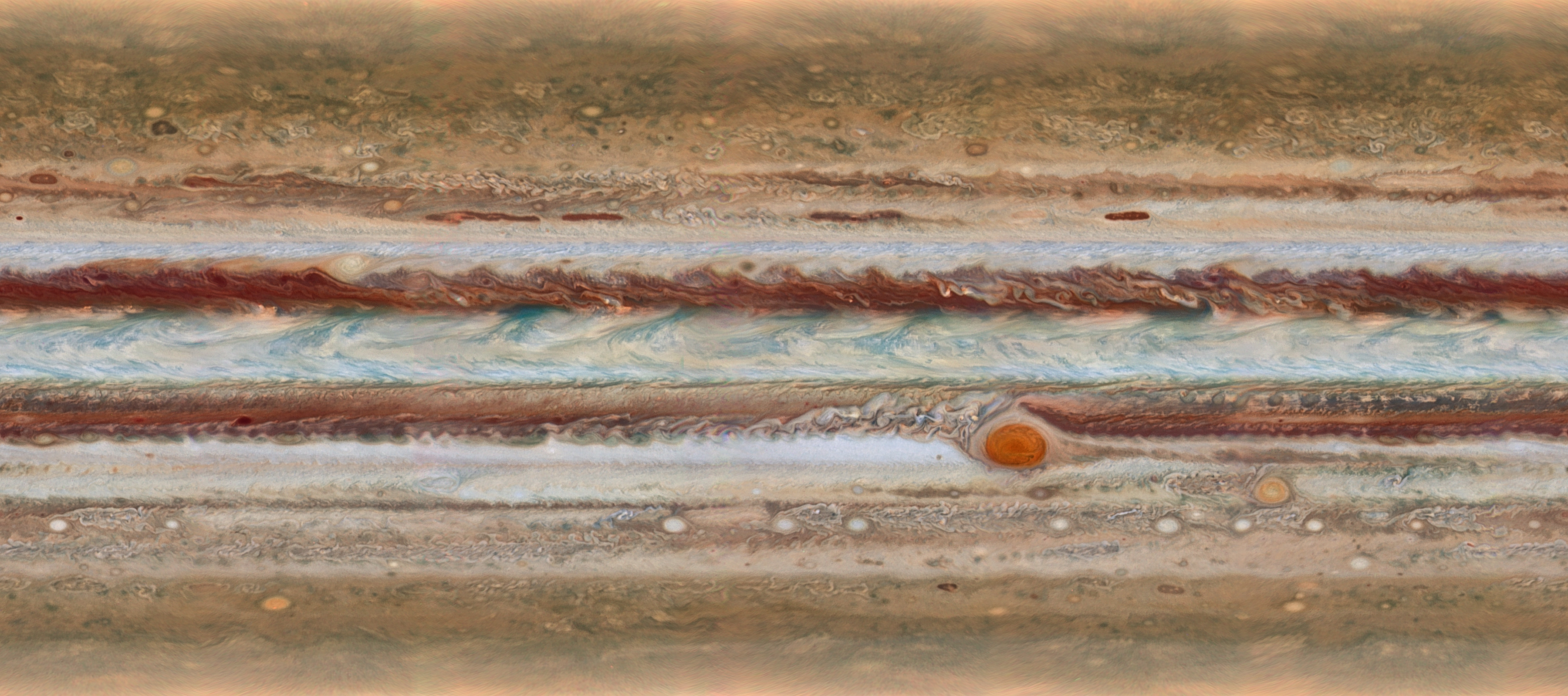
Hình ảnh cho thấy một cấu trúc sóng hiếm gặp, ở quy mô hành tinh.

Nguồn gốc của các đốm nóng vẫn chưa được làm rõ. Các đốm nóng có thể là các dòng giáng, nơi có dòng khí hạ dần độ cao và bị hâm nóng đoạn nhiệt và bị khô đi, hoặc là, chúng có thể là biểu hiện của các sóng có quy mô hành tinh. Giả thuyết sử dụng sóng ở quy mô hành tinh giải thích các hình dạng lặp lại có chu kỳ của các đốm nóng xích đạo.

### Các nhiễu loạn
Hình dạng bình thường của các đới và vành đai đôi khi bị làm nhiễu trong một số khoảng thời gian. Một lớp đặc biệt của nhiễu loạn là những bóng tối tồn tại lâu dài ở Đới Nhiệt đới Nam, thường được gọi là "Nhiễu Nhiệt đới Nam" (STrD). STrD sống lâu nhất trong lịch sử đã được quan sát thấy từ năm 1901 cho đến năm 1939, lần đầu tiên được Percy B. Molesworth nhìn thấy vào ngày 28 tháng 2 năm 1901. Nó có hình dạng là vùng sẫm màu nằm trong Đới Nhiệt đới Nam có màu sáng hơn. Một số nhiễu loạn tương tự ở Đới Nhiệt đới Nam cũng đã được ghi nhận kể từ đó.

## Lịch sử quan sát

Hoạt hình ghép từ các ảnh chụp bởi Voyager 1 khi nó tiến gần tới Sao Mộc.

Các nhà thiên văn học thời xưa đã sử dụng kính viễn vọng nhỏ để ghi nhận lại sự thay đổi hình dạng của khí quyển Sao Mộc. Những thuật ngữ chỉ về các dấu hiệu đặc trưng của khí quyển Sao Mộc - như các vành đai, các đới, các đốm nâu, các đốm đỏ, các cột mây,... - vẫn được sử dụng cho đến nay. Các thuật ngữ khác như tính xoáy, chuyển động thẳng đứng, độ cao mây đã được đưa vào sử dụng sau này, vào thế kỷ 20.
Các quan sát đầu tiên về khí quyển Sao Mộc ở độ phân giải cao hơn so với các kính viễn vọng trên Trái Đất đã được thực hiện bởi các chương trình Pioneer, các tàu Pioneer 10 và Pioneer 11. Hình ảnh thực sự chi tiết đầu tiên về khí quyển Sao Mộc đã được cung cấp bởi hai tàu của chương trình Voyager. Hai tàu vũ trụ này đã chụp được ảnh ở độ phân giải tới 5 km mỗi điểm ảnh, trong các phổ khác nhau, và cũng có khả năng tạo ra các "bộ phim" minh họa hành trình tiếp cận đến khí quyển đang chuyển động. Tiếp theo là các chuyến thăm của tàu Ulysses, Galileo, Cassini, New Horizons, Juno. Tàu thăm dò Galileo, đã gặp một vấn đề với ăng-ten, quan sát được phần nhỏ hơn của khí quyển Sao Mộc nhưng ở độ phân giải trung bình tốt hơn và trong dải phổ rộng hơn.

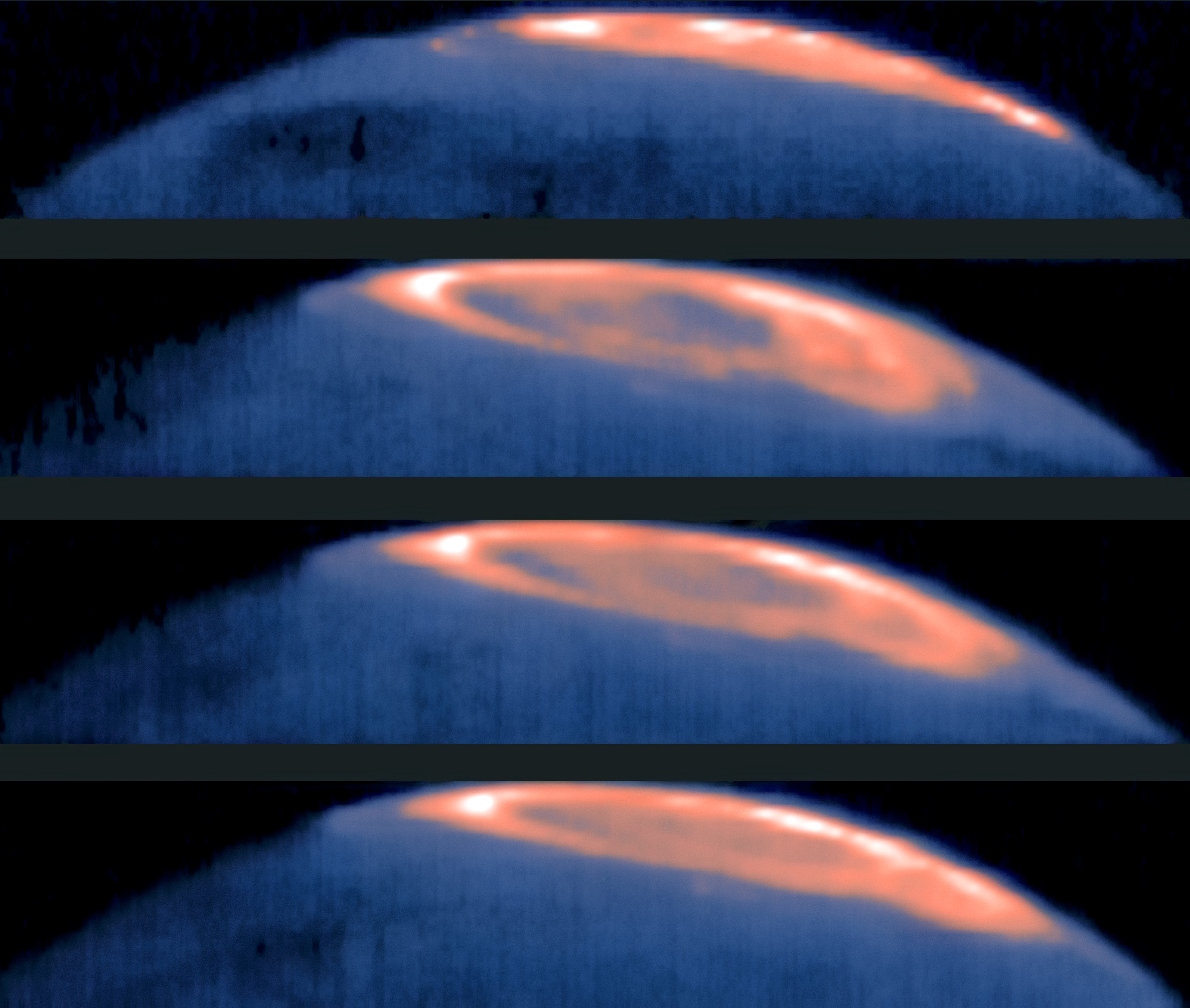
Vết Lạnh Lớn của Sao Mộc, là đốm tối màu ở giữa vùng sáng màu trong ảnh nhiệt này, được phát hiện ở tầng nhiệt vùng cực vào năm 2017, cho thấy ngoài các đặc điểm dễ quan sát ở tầng đối lưu, còn có các cấu trúc đặc trưng ở các tầng cao hơn.

Ngày nay, các nhà thiên văn học có được sự theo dõi liên tục về hoạt động khí quyển của sao Mộc nhờ các kính thiên văn như Kính thiên văn Không gian Hubble. Các kết quả quan sát liên tục cho thấy khí quyển Sao Mộc đôi khi bị ảnh hưởng bởi những rối loạn lớn, nhưng nói chung, nó rất ổn định. Sự chuyển động thẳng đứng trong khí quyển Sao Mộc được xác định chủ yếu bằng việc lần theo các vết khí bằng kính thiên văn trên Trái Đất. Các nghiên cứu quang phổ sau vụ va chạm sao chổi Shoemaker-Levy 9 đã cho ra một số thông tin sơ bộ về thành phần của Sao Mộc bên dưới những ngọn mây. Sự hiện diện của lưu huỳnh (S2) và cacbon disulfide (CS2) đã được ghi nhận - đây phát hiện đầu tiên về sự có mặt của hai chất này trên Sao Mộc, và là phát hiện thứ hai của S2 trong bất kỳ vật thể thiên văn nào - cùng với các phân tử khác như amonia (NH3) và hydro sulfide (H2S), trong khi các phân tử mang oxy như lưu huỳnh dioxide không được phát hiện, đã khiến các nhà thiên văn học ngạc nhiên.
Tàu thăm dò Galileo, khi hạ xuống khí quyển Sao Mộc, đã đo được vận tốc gió, nhiệt độ, thành phần hóa học, sự hiện diện của các đám mây, và nồng độ phóng xạ tới độ sâu ở áp suất 22 bar. Tuy nhiên, các thông tin ở các khu vực khác, nơi tàu thăm dò Galileo không hạ xuống, ở độ sâu dưới mức áp suất 1 bar, vẫn chưa có giá trị chắc chắn.
Các khám phá mới về khí quyển Sao Mộc vẫn tiếp diễn, như việc phát hiện ra Vết Lạnh Lớn của Sao Mộc vào năm 2017 cho thấy ngoài các đặc điểm dễ quan sát ở tầng đối lưu, còn có các cấu trúc đặc trưng ở các tầng cao hơn.

### Nghiên cứu về Vết Đỏ Lớn

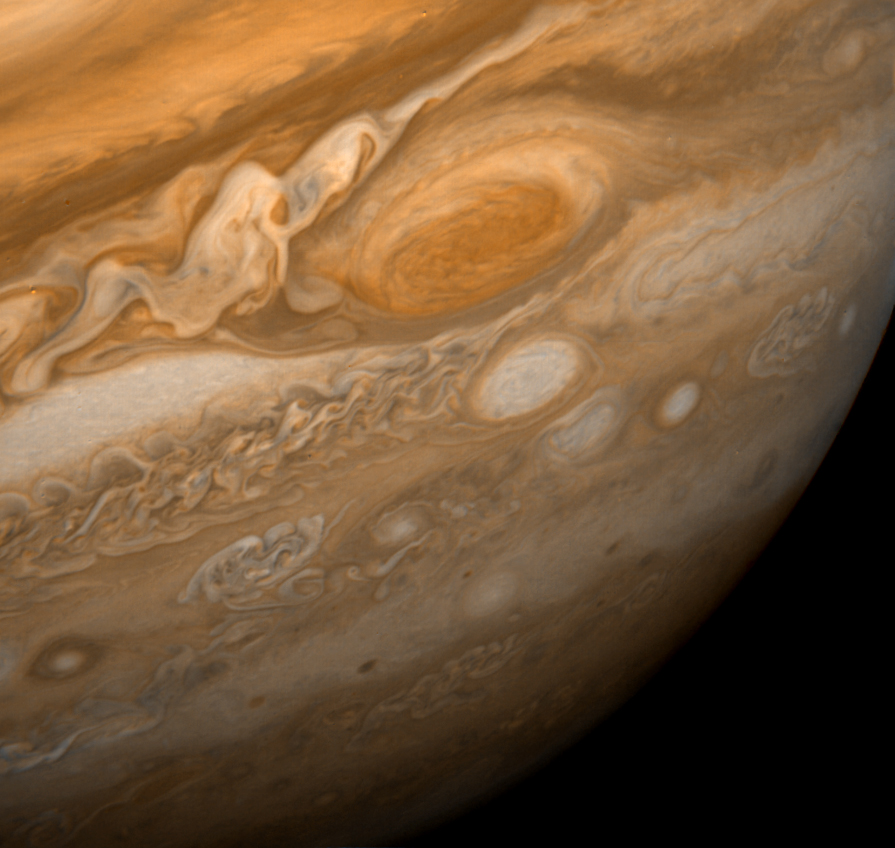
Ảnh chụp góc nhìn rộng Sao Mộc và Vết Đỏ Lớn, chụp từ Voyager 1 năm 1979.

Người đầu tiên nhìn thấy GRS thường được ghi nhận là Robert Hooke, người đã mô tả về một vết trên hành tinh này vào tháng 5 năm 1664; tuy nhiên, có khả năng là vết mà Hooke đã ghi chép nằm ở vành đai khác (Vành đai Xích đạo Bắc, thay vì vị trí hiện tại ở Vành đai Xích đạo Nam). Thuyết phục hơn nhiều là mô tả của Giovanni Cassini về một "đốm vĩnh cửu" trong năm sau đó (1665). Đốm của Cassini được quan sát thấy từ năm 1665 đến năm 1713, ở các mức độ biểu kiến khác nhau.
Một bí ẩn nhỏ liên quan đến một đốm trên Sao Mộc được miêu tả vào khoảng năm 1700 trên tấm vải của Donato Creti, được trưng bày tại Vatican. Nó là một phần của một loạt các bảng trưng bày, trong đó các thiên thể khác nhau (được phóng to) được vẽ để làm nền cho các cảnh khác nhau của Ý. Quá trình tạo ra các bức vẽ này được giám sát bởi nhà thiên văn Eustachio Manfredi để đảm bảo tính chính xác. Bức tranh của Creti là bức đầu tiên được biết đến có mô tả GRS là màu đỏ. Không có điểm đặc trưng nào của Sao Mộc được miêu tả chính thức là màu đỏ trước cuối thế kỷ 19.
GRS, theo đúng mô tả hiện tại, chỉ được nhìn thấy lần đầu sau năm 1830 và chỉ được nghiên cứu kỹ lưỡng sau một lần xuất hiện nổi bật vào năm 1879. Như vậy đã có một khoảng cách thời gian là 118 năm từ khám phá lần đầu vào thế kỷ 17 đến các quan sát được thực hiện sau năm 1830; liệu vết ban đầu đã tan biến và hình thành trở lại sau đó, liệu nó đã bị mờ đi rồi lại sáng lên, hoặc thậm chí liệu các bản ghi chép về các quan sát đơn giản chỉ là thiếu sót, tất cả đều chưa rõ. Các vết cũ có một lịch sử quan sát ngắn và chuyển động chậm hơn GRS hiện đại, khiến cho chúng khó được định danh.

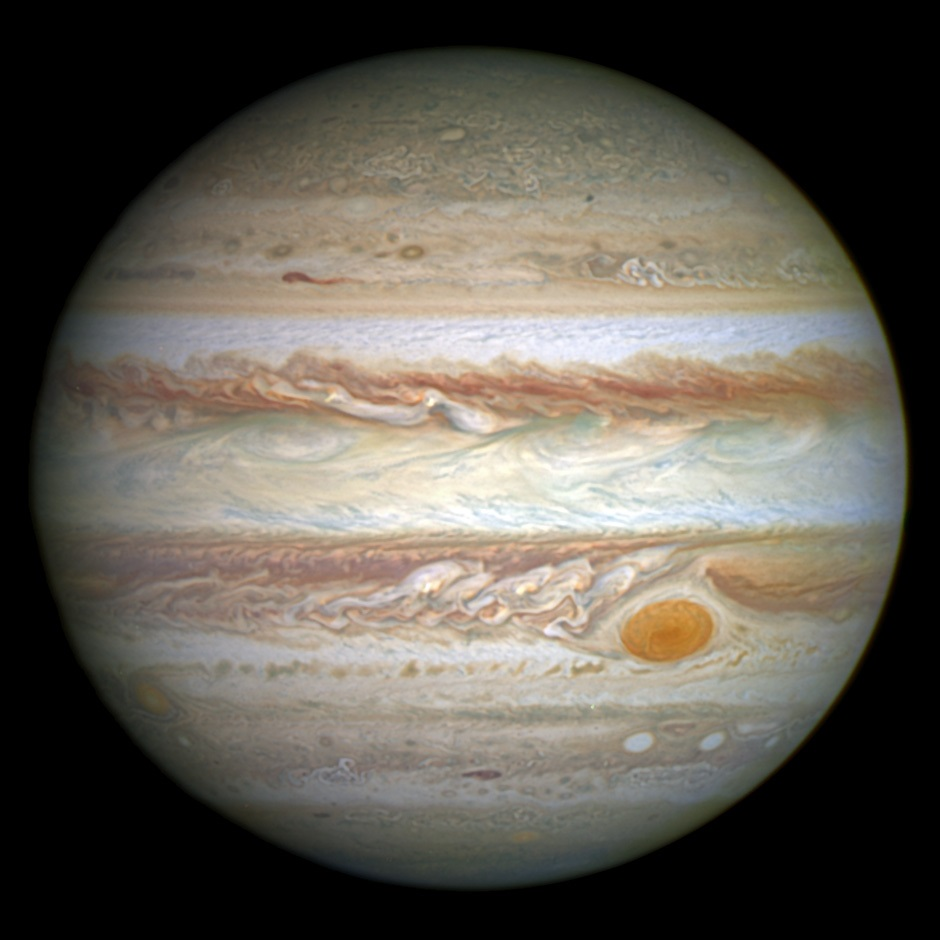
Kính Camera Trường Rộng 3 của Hubble chụp được vùng GRS khi nó ở kích thước nhỏ nhất trong lịch sử.

Vào ngày 25 tháng 2 năm 1979, khi tàu vũ trụ Voyager 1 cách Sao Mộc 9,2 triệu km, nó đã truyền về Trái Đất những hình ảnh chi tiết đầu tiên của Vết Đỏ Lớn. Các chi tiết mây nhỏ tới 160 km đã được nhìn thấy. Các hình dạng mây lượn sóng, đầy màu sắc ở phía tây của GRS là vùng đuôi rẽ sóng, nơi có các chuyển động của mây cực kỳ phức tạp và biến động liên tục.

### Các bầu dục trắng

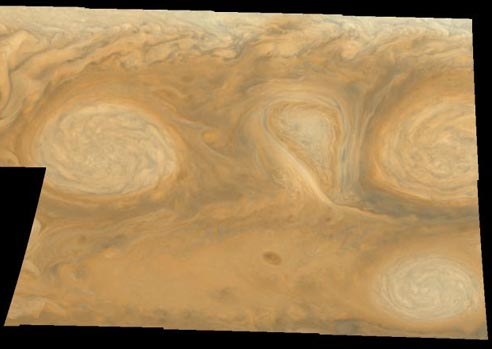
Các bầu dục trắng sẽ sáp nhập thành Bầu dục BA, được chụp ảnh bởi tàu quỹ đạo Galileo vào năm 1997.

Các bầu dục trắng, đã sáp nhập thành Bầu dục BA, được hình thành vào năm 1939. Chúng nằm trải dài trong một vùng rộng gần 90 độ theo kinh độ, ngay sau khi hình thành, nhưng nhanh chóng co nhỏ lại trong những thập kỷ sau đó; chiều dài của chúng ổn định ở mức 10 độ hoặc ít hơn sau năm 1965. Mặc dù chúng ban đầu là các phân mảnh của STZ, chúng đã tiến hóa để rồi nằm hoàn toàn bên trong Vành đai Ôn đới Nam (STB), cho thấy rằng chúng đã di chuyển về phía bắc, "đào" một hốc vào STB. Giống như GRS, vòng hoàn lưu của chúng bị kẹp giữa hai dòng tia ngược chiều nhau ở rìa bắc và rìa nam của chúng, với một dòng tia chảy về phía đông nằm ở rìa bắc và một dòng tia nghịch hành chảy theo hướng tây nằm ở rìa nam.
Chuyển động địa đới của các bầu dục trắng dường như bị ảnh hưởng bởi hai yếu tố: vị trí của Sao Mộc trong quỹ đạo (chúng trở nên nhanh hơn khi Sao Mộc ở viễn điểm quỹ đạo) và khoảng cách đến GRS (chúng tăng tốc khi khoảng cách tới GRS nhỏ hơn 50 độ). Xu hướng chung của tốc độ trôi dạt của các bầu dục trắng là giảm dần, giảm một nửa vào năm 1990 so với năm 1940.
Trong chuyến bay ngang qua Sao Mộc của Voyager, các bầu dục trắng đã nằm trải rộng trong vùng có kích cỡ khoảng 9000 km từ đông sang tây, 5000 km từ bắc xuống nam và có chu kỳ quay khoảng năm ngày (so với chu kỳ quay sáu ngày của GRS vào thời điểm đó).

## Các nguồn trích dẫn
- Atreya, Sushil K.; Wong, M. H.; Owen, T. C.; Mahaffy, P. R.; Niemann, H. B.; de Pater, I.; Drossart, P.; Encrenaz, T. (October–November 1999). “A comparison of the atmospheres of Jupiter and Saturn: Deep atmospheric composition, cloud structure, vertical mixing, and origin”. Tạp chí Planetary and Space Science. 47 (10–11): 1243–1262. Bibcode:1999P&SS...47.1243A. doi:10.1016/S0032-0633(99)00047-1. ISSN 0032-0633. PMID 11543193.
- Atreya, Sushil K.; Mahaffy, P. R.; Niemann, H. B.; Wong, M. H.; Owen, T. C. (tháng 2 năm 2003). “Composition and origin of the atmosphere of Jupiter—an update, and implications for the extrasolar giant planets”. Tạp chí Planetary and Space Science. 51 (2): 105–112. Bibcode:2003P&SS...51..105A. doi:10.1016/S0032-0633(02)00144-7. ISSN 0032-0633.
- Atreya, Sushil K.; Wong, Ah-San (2005). “Coupled Clouds and Chemistry of the Giant Planets — A Case for Multiprobes” (PDF). Tạp chí Space Science Reviews. 116: 121–136. Bibcode:2005SSRv..116..121A. doi:10.1007/s11214-005-1951-5. ISSN 0032-0633. Bản gốc (PDF) lưu trữ ngày 22 tháng 7 năm 2011. Truy cập ngày 3 tháng 9 năm 2017.
- Atreya, Sushil K.; Wong, Ah-San; Baines, K. H.; Wong, M. H.; Owen, T. C. (2005). “Jupiter's ammonia clouds—localized or ubiquitous?” (PDF). Tạp chí Planetary and Space Science. 53 (5): 498–507. Bibcode:2005P&SS...53..498A. doi:10.1016/j.pss.2004.04.002. ISSN 0032-0633. Bản gốc (PDF) lưu trữ ngày 27 tháng 1 năm 2012. Truy cập ngày 3 tháng 9 năm 2017.
- Baines, Kevin H.; Simon-Miller, Amy A; Orton, Glenn S.; Weaver, Harold A.; Lunsford, Allen; Momary, Thomas W.; Spencer, John; Cheng, Andrew F.; Reuter, Dennis C. (ngày 12 tháng 10 năm 2007). “Polar Lightning and Decadal-Scale Cloud Variability on Jupiter”. Science. 318 (5848): 226–229. Bibcode:2007Sci...318..226B. doi:10.1126/science.1147912. PMID 17932285.
- Basque (ngày 26 tháng 9 năm 2008). “Diffusion Caused Jupiter's Red Spot Junior To Color Up”. ScienceDaily. Lưu trữ bản gốc ngày 30 tháng 9 năm 2008. Truy cập ngày 16 tháng 10 năm 2008.
- Beatty, J.K. (2002). “Jupiter's Shrinking Red Spot”. Tạp chí Sky and Telescope. 103 (4): 24. Bản gốc lưu trữ ngày 27 tháng 5 năm 2011. Truy cập ngày 3 tháng 9 năm 2017.
- Beebe, R. (1997). Jupiter the Giant Planet (ấn bản thứ 2). Washington: Nhà xuất bản Smithsonian Books. ISBN 1-56098-685-9. OCLC 224014042.
- Bhardwaj, Anil; Gladstone, G. Randall (2000). “Auroral emissions of the giant planets” (PDF). Tạp chí Reviews of Geophysics. 38 (3): 295–353. Bibcode:2000RvGeo..38..295B. doi:10.1029/1998RG000046. Bản gốc (PDF) lưu trữ ngày 28 tháng 6 năm 2011. Truy cập ngày 3 tháng 9 năm 2017.
- Buckley, M. (ngày 20 tháng 5 năm 2008). “Storm Winds Blow in Jupiter's Little Red Spot”. Johns Hopkins Applied Physics Laboratory. Lưu trữ bản gốc ngày 26 tháng 3 năm 2012. Truy cập ngày 16 tháng 10 năm 2008.
- Busse, F.H. (1976). “A simple model of convection in the Jovian atmosphere”. Icarus. 29 (2): 255–260. Bibcode:1976Icar...29..255B. doi:10.1016/0019-1035(76)90053-1.
- Britt, Robert Roy (ngày 9 tháng 3 năm 2009). “Jupiter's Great Red Spot Is Shrinking”. Space.com. Lưu trữ bản gốc ngày 11 tháng 3 năm 2009. Truy cập ngày 4 tháng 2 năm 2009.
- Chang, Kenneth (ngày 25 tháng 5 năm 2017). “NASA's Jupiter Mission Reveals the 'Brand-New and Unexpected'”. New York Times. Lưu trữ bản gốc ngày 16 tháng 11 năm 2018. Truy cập ngày 27 tháng 5 năm 2017.
- Encrenaz, Thérèse (tháng 2 năm 2003). “ISO observations of the giant planets and Titan: what have we learnt?”. Tạp chí Planetary and Space Science. 51 (2): 89–103. Bibcode:2003P&SS...51...89E. doi:10.1016/S0032-0633(02)00145-9.
- “Great Cold Spot discovered on Jupiter”. www.eso.org. Lưu trữ bản gốc ngày 13 tháng 7 năm 2017. Truy cập ngày 17 tháng 4 năm 2017.
- Fletcher, Leigh N.; Orton, G.S.; Mousis, O.; Yanamandra-Fisher, P.;  và đồng nghiệp (2010). “Thermal structure and composition of Jupiter's Great Red Spot from high-resolution thermal imaging” (PDF). Icarus. 208 (1): 306–328. Bibcode:2010Icar..208..306F. doi:10.1016/j.icarus.2010.01.005. Bản gốc (PDF) lưu trữ ngày 11 tháng 1 năm 2017. Truy cập ngày 3 tháng 9 năm 2017.
- Fountain, Henry (ngày 22 tháng 7 năm 2008). “On Jupiter, a Battle of the Red Spots, With the Baby Losing”. The New York Times. Lưu trữ bản gốc ngày 26 tháng 3 năm 2012. Truy cập ngày 18 tháng 6 năm 2010.
- Go, C.Y.; de Pater, I.; Wong, M.; Lockwood, S.; Marcus, P.; Asay-Davis, X.; Shetty, S. (2006). “Evolution Of The Oval Ba During 2004–2005”. Bulletin of the American Astronomical Society. 38: 495. Bibcode:2006DPS....38.1102G.
- Graney, C. M. (2010). “Changes in the Cloud Belts of Jupiter, 1630–1664, as reported in the 1665 Astronomia Reformata of Giovanni Battista Riccioli”. Baltic Astronomy. 19: 266. arXiv:1008.0566. Bibcode:2010BaltA..19..265G.
- Guillot, T. (1999). “A comparison of the interiors of Jupiter and Saturn”. Tạp chí Planetary and Space Science. 47 (10–11): 1183–1200. arXiv:astro-ph/9907402. Bibcode:1999P&SS...47.1183G. doi:10.1016/S0032-0633(99)00043-4.
- Hammel, H.B.; Lockwood, G.W.; Mills, J.R.; Barnet, C.D. (1995). “Hubble Space Telescope Imaging of Neptune's Cloud Structure in 1994”. Science. 268 (5218): 1740–1742. Bibcode:1995Sci...268.1740H. doi:10.1126/science.268.5218.1740. PMID 17834994.
- Harrington, J.D.; Weaver, Donna; Villard, Ray (ngày 15 tháng 5 năm 2014). “Release 14-135 - NASA's Hubble Shows Jupiter's Great Red Spot is Smaller than Ever Measured”. NASA. Lưu trữ bản gốc ngày 20 tháng 1 năm 2019. Truy cập ngày 16 tháng 5 năm 2014.
- Heimpel, M.; Aurnou, J.; Wicht, J. (2005). “Simulation of equatorial and high-latitude jets on Jupiter in a deep convection model”. Nature. 438 (7065): 193–196. Bibcode:2005Natur.438..193H. doi:10.1038/nature04208. PMID 16281029.
- Hockey, T. (1999). Galileo's Planet: Observing Jupiter Before Photography. Bristol, Philadelphia: Institute of Physics Publishing. ISBN 0-7503-0448-0. OCLC 39733730.
- Ingersoll, A.P.; Dowling, T.E.; Gierasch, P.J.;  và đồng nghiệp (2004). “Dynamics of Jupiter's Atmosphere” (PDF).  Trong Bagenal, F.; Dowling, T.E.; McKinnon, W.B. (biên tập). Jupiter: The Planet, Satellites and Magnetosphere. Cambridge: Nhà xuất bản Đại học Cambridge. ISBN 0-521-81808-7. Lưu trữ (PDF) bản gốc ngày 14 tháng 5 năm 2011. Truy cập ngày 3 tháng 9 năm 2017.
- Ingersoll, A.P.; Cuzzi, J.N. (1969). “Dynamics of Jupiter's cloud bands”. Journal of the Atmospheric Sciences. 26 (5): 981–985. Bibcode:1969JAtS...26..981I. doi:10.1175/1520-0469(1969)026<0981:DOJCB>2.0.CO;2.
- Irwin, P. (2003). Giant Planets of Our Solar System. Atmospheres, Composition, and Structure. Springer và Nhà xuất bản Praxis. ISBN 978-3-540-00681-7.
- Kunde, V.G.; Flasar, F.M.; Jennings, D.E.;  và đồng nghiệp (2004). “Jupiter's Atmospheric Composition from the Cassini Thermal Infrared Spectroscopy Experiment”. Science. 305 (5690): 1582–1586. Bibcode:2004Sci...305.1582K. doi:10.1126/science.1100240. PMID 15319491.
- Low, F.J. (1966). “Observations of Venus, Jupiter, and Saturn at λ20 μ”. Astronomical Journal. 71: 391. Bibcode:1966AJ.....71R.391L. doi:10.1086/110110.
- McKim, R.J. (1997). “P. B. Molesworth's discovery of the great South Tropical Disturbance on Jupiter, 1901”. Tạp chí Hiệp hội Thiên văn Anh. 107 (5): 239–245. Bibcode:1997JBAA..107..239M.
- Michaud, Peter (ngày 20 tháng 7 năm 2006). “Gemini Captures Close Encounter of Jupiter's Red Spots”. Gemini Observatory. Lưu trữ bản gốc ngày 30 tháng 9 năm 2017. Truy cập 11 tháng 9 năm 2017.
- Miller, Steve; Aylward, Alan; Millward, George (tháng 1 năm 2005). “Giant Planet Ionospheres and Thermospheres: The Importance of Ion-Neutral Coupling”. Tạp chí Space Science Reviews. 116 (1–2): 319–343. Bibcode:2005SSRv..116..319M. doi:10.1007/s11214-005-1960-4.
- Noll, K.S.; McGrath, M.A.; Weaver, H.A.; Yelle, R.V.;  và đồng nghiệp (1995). “HST Spectroscopic Observations of Jupiter Following the Impact of Comet Shoemaker-Levy 9”. Science. 267 (5202): 1307–1313. Bibcode:1995Sci...267.1307N. doi:10.1126/science.7871428. PMID 7871428.
- “Is Jupiter's Great Red Spot a Sunburn?”. NASA. Lưu trữ bản gốc ngày 15 tháng 5 năm 2017. Truy cập ngày 28 tháng 11 năm 2014.
- “Jupiter's Red Spot is Likely a Sunburn, Not a Blush”. NASA. Lưu trữ bản gốc ngày 15 tháng 3 năm 2017. Truy cập ngày 11 tháng 11 năm 2014.
- Nemiroff, Robert; Bonnell, Jerry (ngày 7 tháng 12 năm 1995). “Astronomy Picture of the Day”. NASA. Lưu trữ bản gốc ngày 3 tháng 3 năm 2018. Truy cập ngày 11 tháng 9 năm 2017.
- Pearl, J. C.; Conrath, B. J.; Hanel, R. A.; Pirraglia, J. A.; Coustenis, A. (tháng 3 năm 1990). “The albedo, effective temperature, and energy balance of Uranus, as determined from Voyager IRIS data”. Icarus. 84 (1): 12–28. Bibcode:1990Icar...84...12P. doi:10.1016/0019-1035(90)90155-3. ISSN 0019-1035.
- Proudman, J. (1 tháng 7 năm 1916). “On the motion of solids in a liquid possessing vorticity”. Proc. R. Soc. Lond. A. 92: 408–424. Bibcode:1916RSPSA..92..408P. doi:10.1098/rspa.1916.0026.
- Reese, E.J.; Solberg, H.G. (1966). “Recent measures of the latitude and longitude of Jupiter's red spot”. Icarus. 5 (1–6): 266–273. Bibcode:1966Icar....5..266R. doi:10.1016/0019-1035(66)90036-4.
- Ridpath, I. (1998). Norton's Star Atlas and Reference Handbook (ấn bản thứ 19). Harlow: Addison Wesley Longman. tr. 107. ISBN 0-582-35655-5.
- Rogers, J.H. (1995). The Giant Planet Jupiter. Cambridge: Nhà xuất bản Đại học Cambridge. ISBN 0-521-41008-8. OCLC 219591510.
- Rogers, J.H.; Metig, H.J. (2001). “Jupiter in 1998/99” (PDF). Tạp chí Hiệp hội Thiên văn Anh. 111 (6): 321–332. Bibcode:2001JBAA..111..321R. Bản gốc (PDF) lưu trữ ngày 4 tháng 3 năm 2009. Truy cập ngày 3 tháng 9 năm 2017.
- Rogers, J.H. (2003). “Jupiter in 1999/2000. II: Infrared wavelengths” (PDF). Tạp chí Hiệp hội Thiên văn Anh. 113 (3): 136–140. Bibcode:2003JBAA..113..136R. Bản gốc (PDF) lưu trữ ngày 4 tháng 3 năm 2009. Truy cập ngày 3 tháng 9 năm 2017.
- Rogers, John (ngày 30 tháng 7 năm 2006). “Interim reports on STB (Oval BA passing GRS), STropB, GRS (internal rotation measured), EZ(S. Eq. Disturbance; dramatic darkening; NEB interactions), & NNTB”. British Astronomical Association. Lưu trữ bản gốc ngày 26 tháng 3 năm 2012. Truy cập ngày 15 tháng 6 năm 2007.
- Rogers, J.H. (2008). “The accelerating circulation of Jupiter's Great Red Spot” (PDF). Tạp chí Hiệp hội Thiên văn Anh. 118 (1): 14–20. Bibcode:2008JBAA..118...14R. Bản gốc (PDF) lưu trữ ngày 4 tháng 3 năm 2009. Truy cập ngày 3 tháng 9 năm 2017.
- Rogers, John H. (ngày 8 tháng 8 năm 2008). “The collision of the Little Red Spot and Great Red Spot: Part 2”. Hiệp hội Thiên văn Anh. Lưu trữ bản gốc ngày 26 tháng 3 năm 2012. Truy cập ngày 29 tháng 11 năm 2008.
- Sanchez-Lavega, A.; Orton, G.S.; Morales R.;  và đồng nghiệp (2001). “The Merger of Two Giant Anticyclones in the Atmosphere of Jupiter”. Icarus. 149 (2): 491–495. Bibcode:2001Icar..149..491S. doi:10.1006/icar.2000.6548.
- Sanchez-Lavega, A.; Orton, G.S.; Hueso, S.;  và đồng nghiệp (2008). “Depth of the strong Jovian jet from a planetary scale disturbance driven by storms”. Nature. 451 (7177): 437–440. Bibcode:2008Natur.451..437S. doi:10.1038/nature06533. PMID 18216848.
- Đại học California, Berkeley (ngày 22 tháng 3 năm 2010). “Helium rain on Jupiter explains lack of neon in atmosphere”. Quỹ Khoa học Quốc gia Hoa Kỳ. Lưu trữ bản gốc ngày 11 tháng 9 năm 2017. Truy cập ngày 11 tháng 9 năm 2017.
- Seiff, A.; Kirk, D.B.; Knight, T.C.D.;  và đồng nghiệp (1998). “Thermal structure of Jupiter's atmosphere near the edge of a 5-μm hot spot in the north equatorial belt”. Journal of Geophysical Research. 103 (E10): 22857–22889. Bibcode:1998JGR...10322857S. doi:10.1029/98JE01766.
- Shiga, David (ngày 22 tháng 5 năm 2008). “Third red spot erupts on Jupiter”. New Scientist. Lưu trữ bản gốc ngày 5 tháng 7 năm 2008. Truy cập ngày 23 tháng 5 năm 2008.
- Smith, Bradford A.; Soderblom, Laurence A.; Johnson, Torrence V.; Ingersoll, Andrew P.; Collins, Stewart A.; Shoemaker, Eugene M.; Hunt, G. E.; Masursky, Harold; Carr, Michael H. (ngày 1 tháng 6 năm 1979). “The Jupiter System Through the Eyes of Voyager 1”. Science (bằng tiếng Anh). 204 (4396): 951–972. doi:10.1126/science.204.4396.951. ISSN 0036-8075. PMID 17800430. Bản gốc lưu trữ ngày 3 tháng 6 năm 2016. Truy cập ngày 2 tháng 9 năm 2017.
- “Hubble's planetary portrait captures changes in Jupiter's Great Red Spot”. www.spacetelescope.org. Lưu trữ bản gốc ngày 3 tháng 9 năm 2017. Truy cập ngày 15 tháng 10 năm 2015.
- “Hubble takes close-up portrait of Jupiter”. www.spacetelescope.org. Lưu trữ bản gốc ngày 4 tháng 9 năm 2017. Truy cập ngày 10 tháng 4 năm 2017.
- Staff (2007). “Jupiter Data Sheet – SPACE.com”. Imaginova. Lưu trữ bản gốc ngày 11 tháng 5 năm 2008. Truy cập ngày 3 tháng 6 năm 2008.
- Steigerwald, Bill (ngày 10 tháng 10 năm 2006). “Jupiter's Little Red Spot Growing Stronger”. NASA Goddard Space Center. Lưu trữ bản gốc ngày 1 tháng 11 năm 2008. Truy cập ngày 16 tháng 10 năm 2008.
- Stone, P.H. (1974). “On Jupiter's Rate of Rotation”. Journal of the Atmospheric Sciences (PDF) |format= cần |url= (trợ giúp). 31 (5): 1471–1472. Bibcode:1974JAtS...31.1471S. doi:10.1175/1520-0469(1974)031<1471:OJROR>2.0.CO;2.
- Taylor, G.I. (1 tháng 3 năm 1917). “Motion of solids in fluids when the flow is not irrotational”. Proc. R. Soc. Lond. A. 93: 92–113. Bibcode:1917RSPSA..93...99T. doi:10.1098/rspa.1917.0007.
- Đại học Tennessee (ngày 10 tháng 8 năm 2000). “The Solar System – The Planet Jupiter – The Great Red Spot”. Khoa Vật lý và Thiên văn – Đại học Tennessee. Lưu trữ bản gốc ngày 7 tháng 6 năm 2008. Truy cập ngày 3 tháng 6 năm 2008.
- Theiss, J. (2006). “A generalized Rhines effect and storms on Jupiter”. Geophysical Research Letters. 33. doi:10.1029/2005GL025379.
- “The planet Jupiter: the Solar System giant”. ru.thetimenow.com. Lưu trữ bản gốc ngày 4 tháng 9 năm 2017. Truy cập ngày 30 tháng 9 năm 2017.
- Titman, C.W. (1975). “Taylor columns in a shear flow and Jupiter's Great Red Spot”. Nature. 255: 538–539. doi:10.1038/255538a0.
- Phillips, Tony (ngày 12 tháng 3 năm 2003). “The Great Dark Spot”. Science at NASA. Bản gốc lưu trữ ngày 15 tháng 6 năm 2007. Truy cập ngày 20 tháng 6 năm 2007. Đã định rõ hơn một tham số trong |archiveurl= và |archive-url= (trợ giúp)
- Phillips, Tony (ngày 3 tháng 3 năm 2006). “Jupiter's New Red Spot”. NASA. Bản gốc lưu trữ ngày 19 tháng 10 năm 2008. Truy cập ngày 16 tháng 10 năm 2008.
- Phillips, Tony (ngày 5 tháng 6 năm 2006). “Huge Storms Converge”. Science@NASA. Bản gốc lưu trữ ngày 2 tháng 2 năm 2007. Truy cập ngày 8 tháng 1 năm 2007.
- Vasavada, A.R.; Showman, A. (2005). “Jovian atmospheric dynamics: An update after Galileo and Cassini”. Tạp chí Reports on Progress in Physics. 68 (8): 1935–1996. Bibcode:2005RPPh...68.1935V. doi:10.1088/0034-4885/68/8/R06.
- West, R.A.; Baines, K.H.; Friedson, A.J.;  và đồng nghiệp (2004). “Jovian Clouds and Haze”.  Trong Bagenal, F.; Dowling, T.E.; McKinnon, W.B. (biên tập). Jupiter: The Planet, Satellites and Magnetosphere (PDF) |format= cần |url= (trợ giúp). Cambridge: Nhà xuất bản Đại học Cambridge.
- Wong, M. H.; Fletcher, N. H. “SIA/FORCAST Observations of Jupiter: The South Equatorial Belt Fade/Revival Cycle” (PDF) (bằng tiếng Anh). Lưu trữ (PDF) bản gốc ngày 11 tháng 9 năm 2017. Truy cập 11 tháng 9 năm 2017.
- Yelle, R.V.; Miller, S. (2004). “Jupiter's Thermosphere and Ionosphere” (PDF).  Trong Bagenal, F.; Dowling, T.E.; McKinnon, W.B. (biên tập). Jupiter: The Planet, Satellites and Magnetosphere. Cambridge: Nhà xuất bản Đại học Cambridge. Lưu trữ (PDF) bản gốc ngày 4 tháng 3 năm 2009. Truy cập ngày 3 tháng 9 năm 2017.